# Natura morta

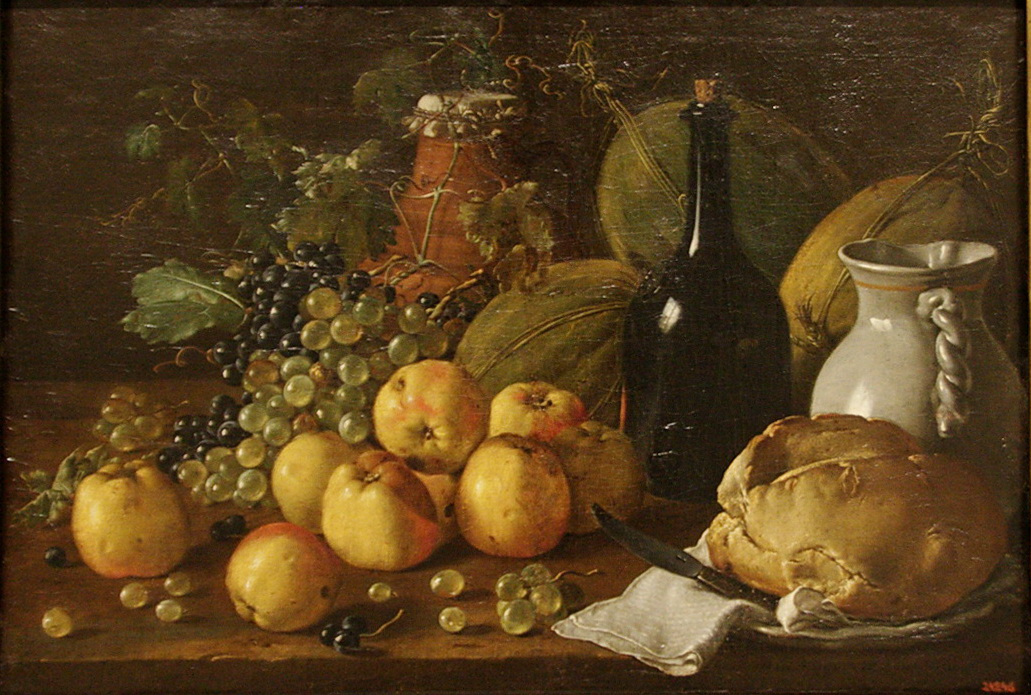
Natura morta amb pomes, raïm, melons, pa, gerra i ampolla de Luis Eugenio Meléndez (ca. 1771), MNAC

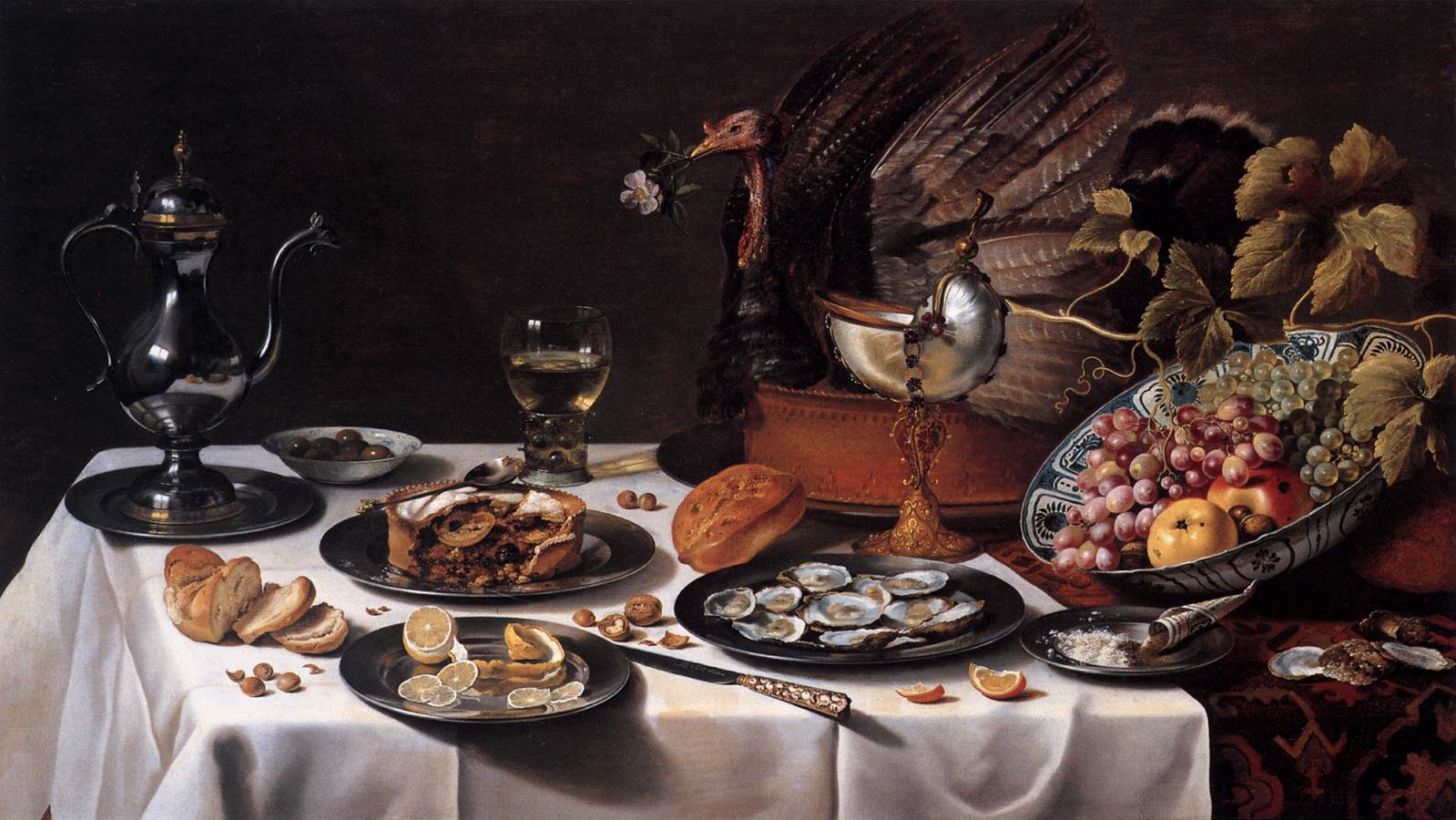
Natura morta de Pieter Claesz, 1627

La natura morta o naturalesa morta (també denominada amb el castellanisme bodegó) és un gènere pictòric que engloba les representacions d'objectes en un espai determinat, com animals de caça, fruita, flors, estris de cuina, de taula o de la llar, antiguitats, etc.
Amb orígens a l'antiguitat i molt popular a l'art occidental des del segle xvii, la natura morta dona a l'artista més llibertat compositiva que d'altres gèneres pictòrics com el paisatge o els retrats. Les natures mortes, particularment abans de 1700, sovint tenien un simbolisme religiós i al·legòric en relació amb els objectes que representaven. A grans trets, a l'Europa meridional es va preferir el naturalisme de Caravaggio i es va posar menys èmfasi en el minuciós detallisme propi del nord d'Europa. Molts pintors de natures mortes de tot Europa van identificar i van desenvolupar separadament pintures de «gerros i flors», «cuina i mercat» i «esmorzar i dinar». A França, els pintors de natures mortes es van veure influïts tant per l'escola septentrional com per la meridional, manllevant de la pintura de vanitas dels Països Baixos i dels arranjaments lliures d'Espanya.
Algunes natures mortes modernes trenquen la barrera bidimensional i empren tècniques mixtes tridimensionals, fent servir també objectes trobats, fotografia, gràfics generats per ordinador o so i vídeo.

## Història

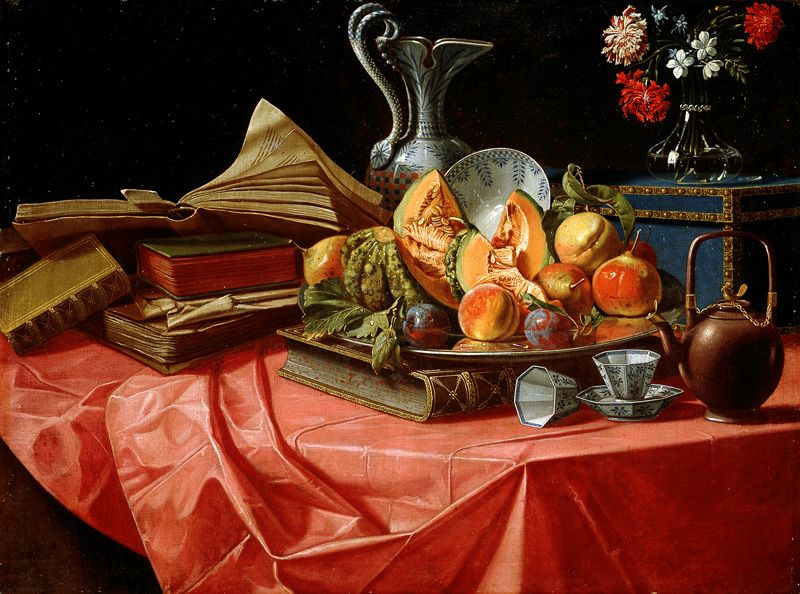
Natura morta de Cristoforo Munari (1667 – 1720)

El tema de la natura morta va ser considerat un art menor durant molt de temps dins de la jerarquia pictòrica de gèneres; a la llista elaborada en el segle xvii per Charles Le Brun ocupava gairebé el darrer lloc. Aquesta valoració ha anat canviant fins al punt de considerar que és un dels temes més apropiats per representar les formes, els colors i la llum pictòrica.

L'historiador de l'art Luigi Lanzi a la primera part de l'obra Storia pittorica dell'Itàlia dal risorgimento delle belle arti fin presso al fini del xviii secolo, apareguda el 1796, comentava sobre els pintors venecians que havien practicat aquest gènere:
| « | ...molts eren aleshores els pintors de flors i fruites per tot Itàlia: Però observo que els seus noms se n'han anat la majoria a l'oblit, o si es llegeixen en els llibres, se n'ignoren les obres. | » |

Aquest autor es referia amb l'«oblit» al fet que, malgrat el seu gran creixement i estima al segle xvii, mai no va ser considerat aquest gènere al mateix nivell que la pintura d'història.

### Antecedents antics

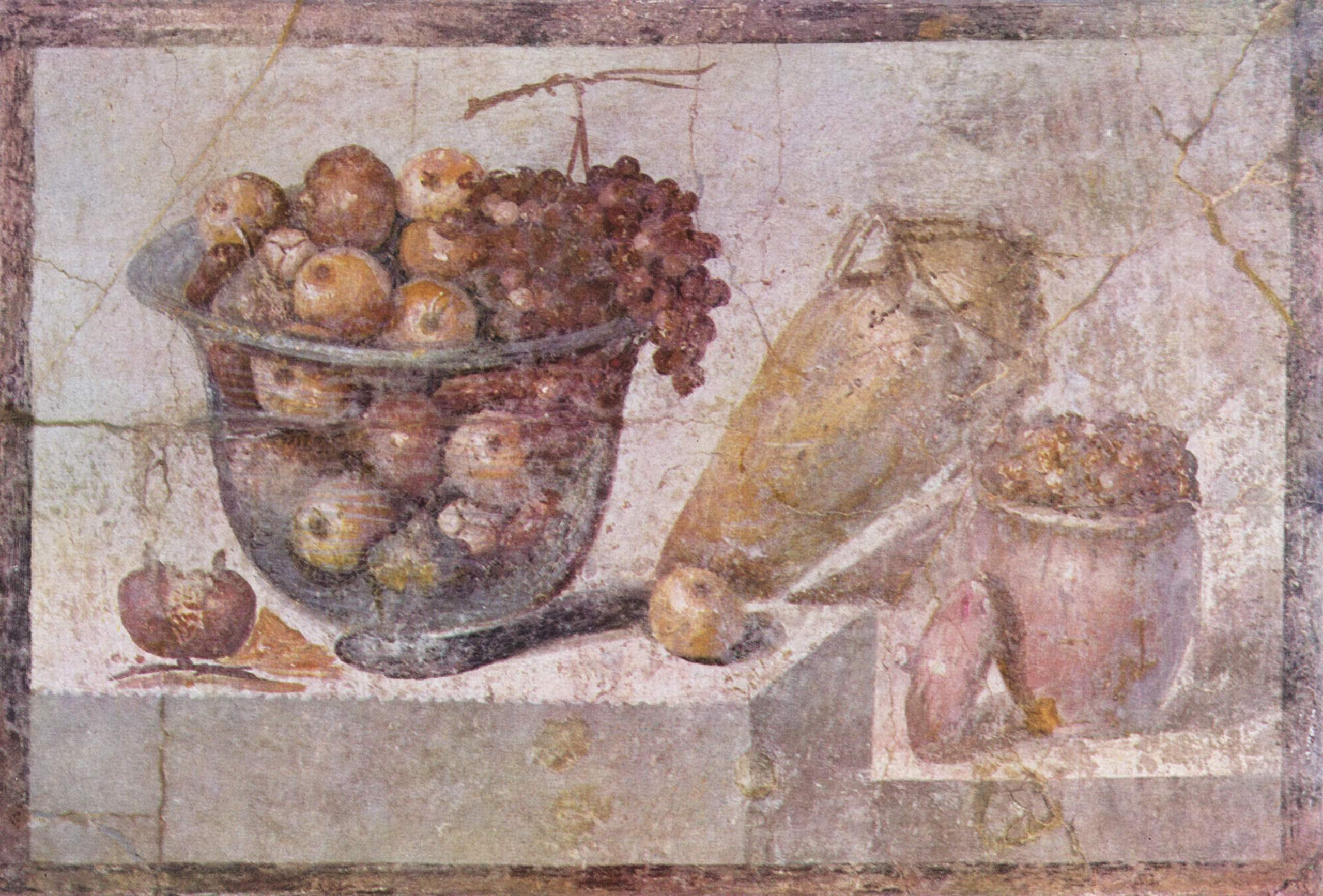
Bol de fruita transparent i gerros, fresc romà, Pompeia (c. 70).

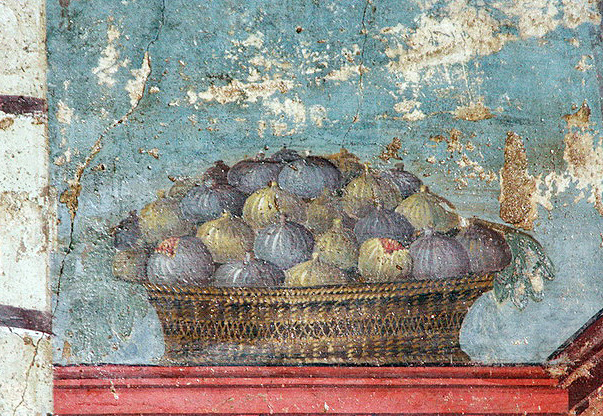
Panera de figues a la vil·la Popea

Les natures mortes ja adornaven l'interior de les tombes de l'antic Egipte. Es creia que els objectes relacionats amb el menjar i la vida domèstica es farien reals a l'altra vida, i es representaven pintats, tal fossin taules parades, perquè els morts els utilitzessin. Les pintures sobre gerres de l'antiga Grècia també demostren gran habilitat en la representació d'objectes quotidians i animals.
Natures mortes semblants, més simples decorativament però amb perspectiva realista, s'han trobat en pintures murals de l'antiga Roma i en mosaics a Pompeia, Herculà i la vil·la de Boscoreale, incloent-hi el motiu posteriorment tan familiar d'un bol de vidre amb fruites. Al triclini de la vil·la Popea destaca un fresc exquisit amb la imatge d'una panera de figues d'un realisme molt notable. Vitruvi, ja a la segona part del segle i, va descriure la decoració de menjadors on apareixien imatges amb aliments. Els mosaics decoratius anomenats emblema que s'han trobat a cases de romans rics, demostren la varietat de menjar que gaudien les classes superiors, i també funcionaven com a signes d'hospitalitat i com a celebracions de les estacions i de la vida.
En el segle xvi, el menjar i les flors reapareixeran com a símbols de les estacions i dels cinc sentits. També des de l'època romana existeix la tradició de l'ús de cranis a les natures mortes com a símbol de mortalitat i de fugacitat, sovint acompanyada per la frase Omnia mors aequat («La mort iguala a tothom»). Aquest motiu, les vanitas, que enfronten la mort amb els plaers mundans, cobrarà un gran apogeu posteriorment a la pintura barroca, de forma especial amb els pintors neerlandesos a la ratlla de l'any 1600.

L'estimació popular del realisme a la natura morta es relaciona amb la llegenda grega antiga de Zeuxis d'Heraclea i Parrasi, dels quals es diu que van competir per crear els objectes més semblants a la realitat. Aquestes són les descripcions més antigues de la història de la pintura de trompe l'oeil. Com relatava Plini el Vell en els temps romans, els artistes grecs de segles abans ja eren molt destres en el retrat i la natura morta. Va distingir a Peiraikos:
| « | ... el mestratge del qual molt pocs sobrepassen... Va pintar paradetes de sabaters i barberies, ases, plantes i coses semblants i, per aquesta raó, el van anomenar «el pintor dels objectes vulgars»; així i tot, aquestes obres eren en conjunt delicioses, i es venien a preus més alts que les més grans pintures de molts altres artistes. | » |

### Edat mitjana

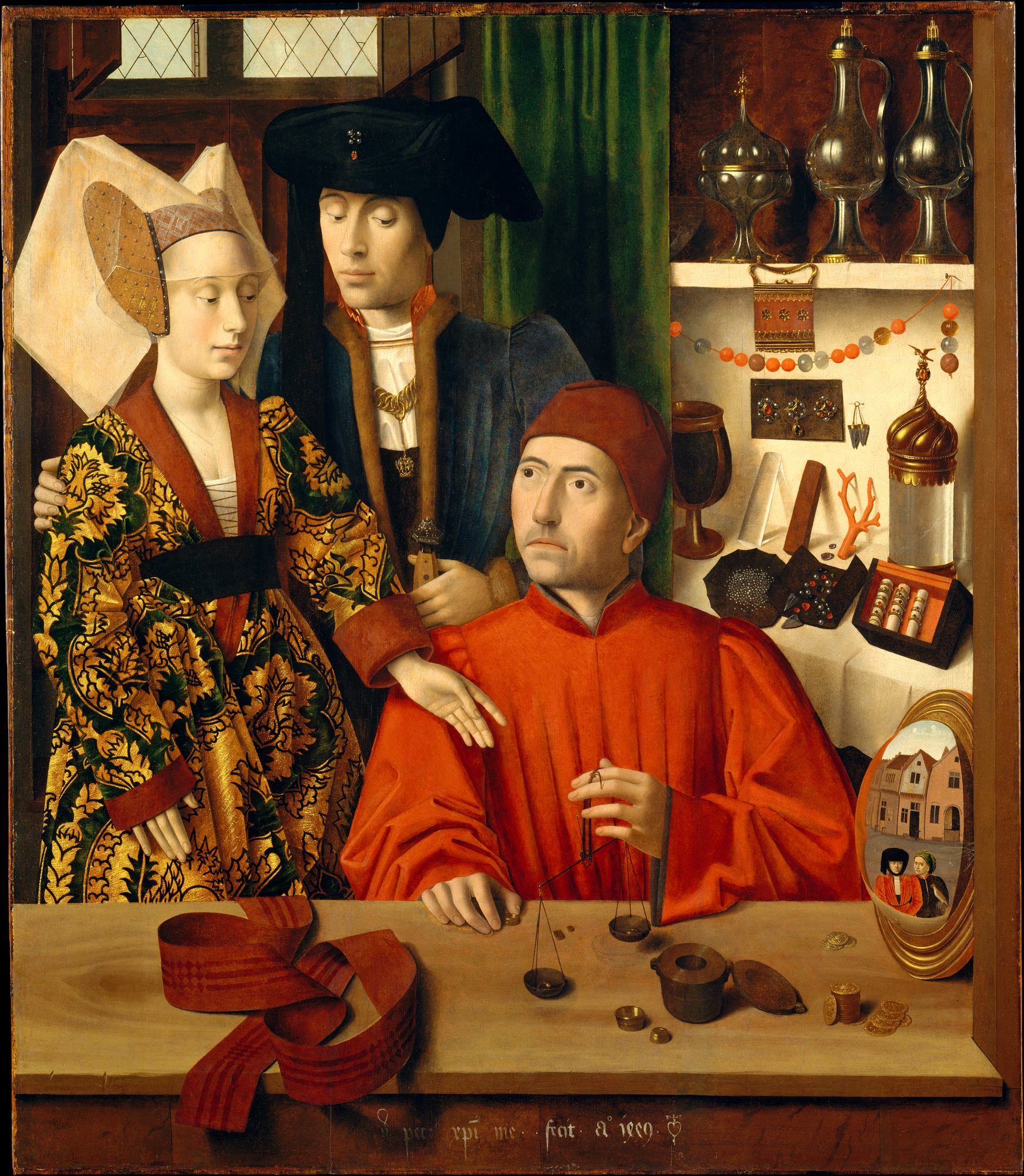
Sant Eloi al seu taller (c. 1449), Petrus Christus, MET

A partir de 1300, començant per Giotto i els seus seguidors, les natures mortes van reviure a les pintures de tema religiós en forma d'objectes de la vida quotidiana que acompanyaven les figures protagonistes. Aquest tipus de representació pictòrica va ser considerat menor fins al Renaixement, motiu pel qual apareixia en general subordinat a altres gèneres, com la pintura d'història, la pintura religiosa o els retrats, comportant sovint un significat religiós o al·legòric. Això era particularment patent a l'obra dels artistes del nord d'Europa, l'atracció dels quals pel simbolisme i el realisme òptic molt detallat, els va portar a prodigar gran atenció en el missatge general de les seves pintures.
Pintors com Jan van Eyck sovint van usar elements de natura morta com a part del seu programa iconogràfic. El desenvolupament de la tècnica de la pintura a l'oli per van Eyck i d'altres artistes flamencs va permetre pintar objectes quotidians en un estil hiperrealista, a causa del seu assecament més lent, i la possibilitat de barrejar i treballar per capes els colors a l'oli.
El retrat que va fer Petrus Christus d'un nuvi i la seva promesa visitant un orfebre, Sant Eloi al seu taller, és un exemple típic d'una natura morta de transició que representava tant un contingut religiós com secular. Encara que el seu missatge és principalment al·legòric, les figures de la parella són realistes i els objectes que es mostren –monedes, atuells, etc.– estan minuciosament descrits; però el joier és de fet una representació de sant Eloi i els objectes són intensament simbòlics. En aquesta època, les representacions senzilles de natures mortes sense figures començaven a pintar-se a les taules externes de les portes d'altars portàtils de devoció privada, amb funció principalment decorativa. Un altre pas cap a la natura morta autònoma va ser pintar flors en gerros o d'altres objectes amb un contingut heràldic o simbòlic a la part posterior de retrats seculars prop de l'any 1475.

### Renaixement

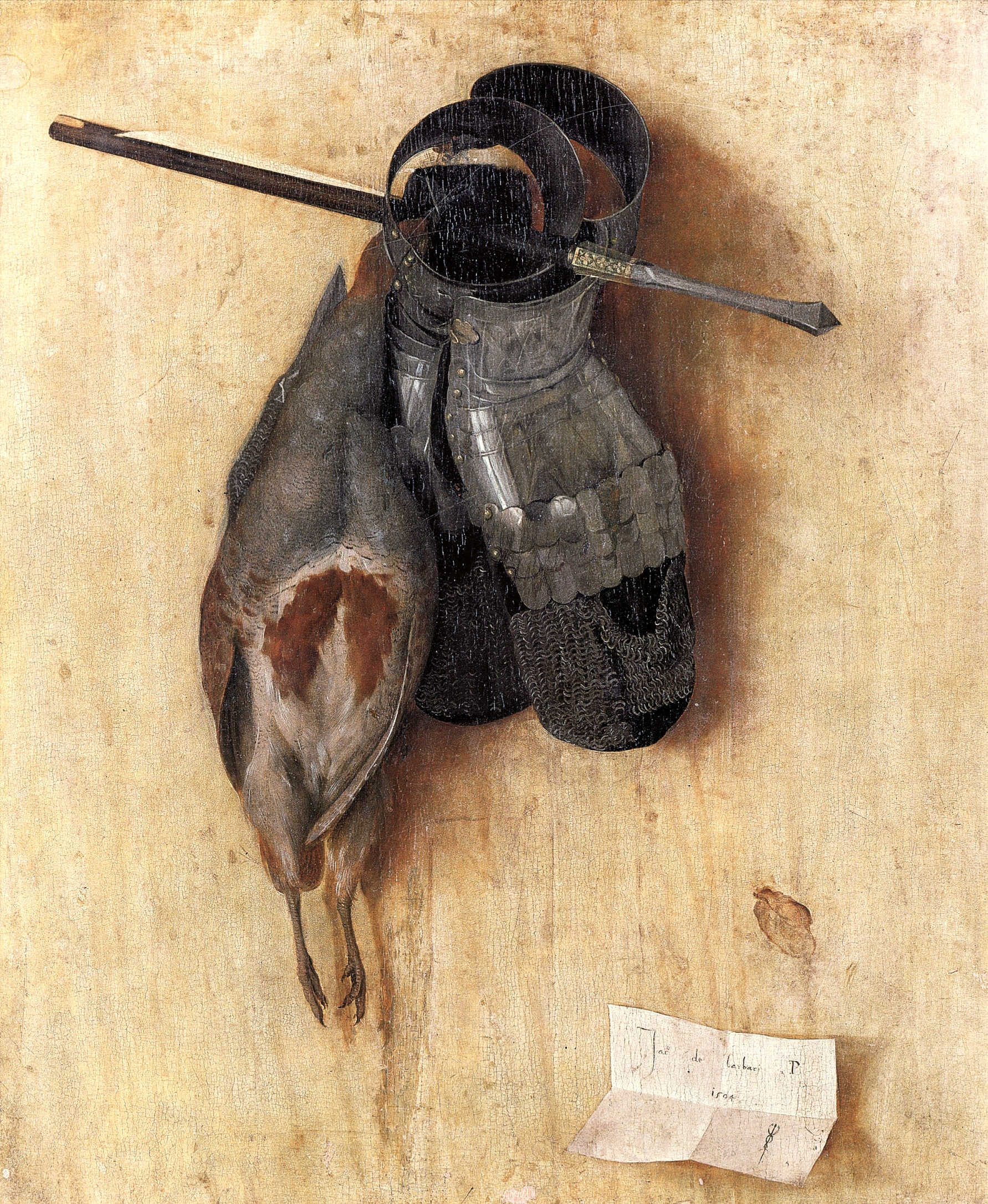
Perdiu, guants i un caragol de ballesta (1504), Jacopo de' Barbari, Alte Pinakothek

Entre els primers d'alliberar-se del significat religiós de la natura morta, hi ha Leonardo da Vinci, qui va crear estudis a l'aquarel·la de fruites (prop de 1495) com a part del seu incansable examen de la natura, i Albert Dürer, qui també va fer dibuixos detallats de la flora i la fauna.
Jacopo de'Barbari va fer un pas més enllà amb la seva natura morta de Perdiu, guants i un caragol de ballesta (1504, Alte Pinakothek), una de les primeres natures mortes a trompe l'oeil signades i datades, amb un contingut religiós reduït al mínim.
Un gran interès en el món natural i la creació de luxoses enciclopèdies botàniques que documentaven els descobriments del Nou Món es va veure durant el segle xvi, i això va impulsar el començament de la il·lustració científica i la classificació de les espècies. Els objectes naturals van començar a apreciar-se com a elements mereixedors d'estudi individuals, a part de qualsevol associació mitològica o religiosa. Un ressorgiment de la ciència dels remeis a base d'herbes va començar igualment en aquesta època, a més d'una extensió pràctica d'aquest nou coneixement.

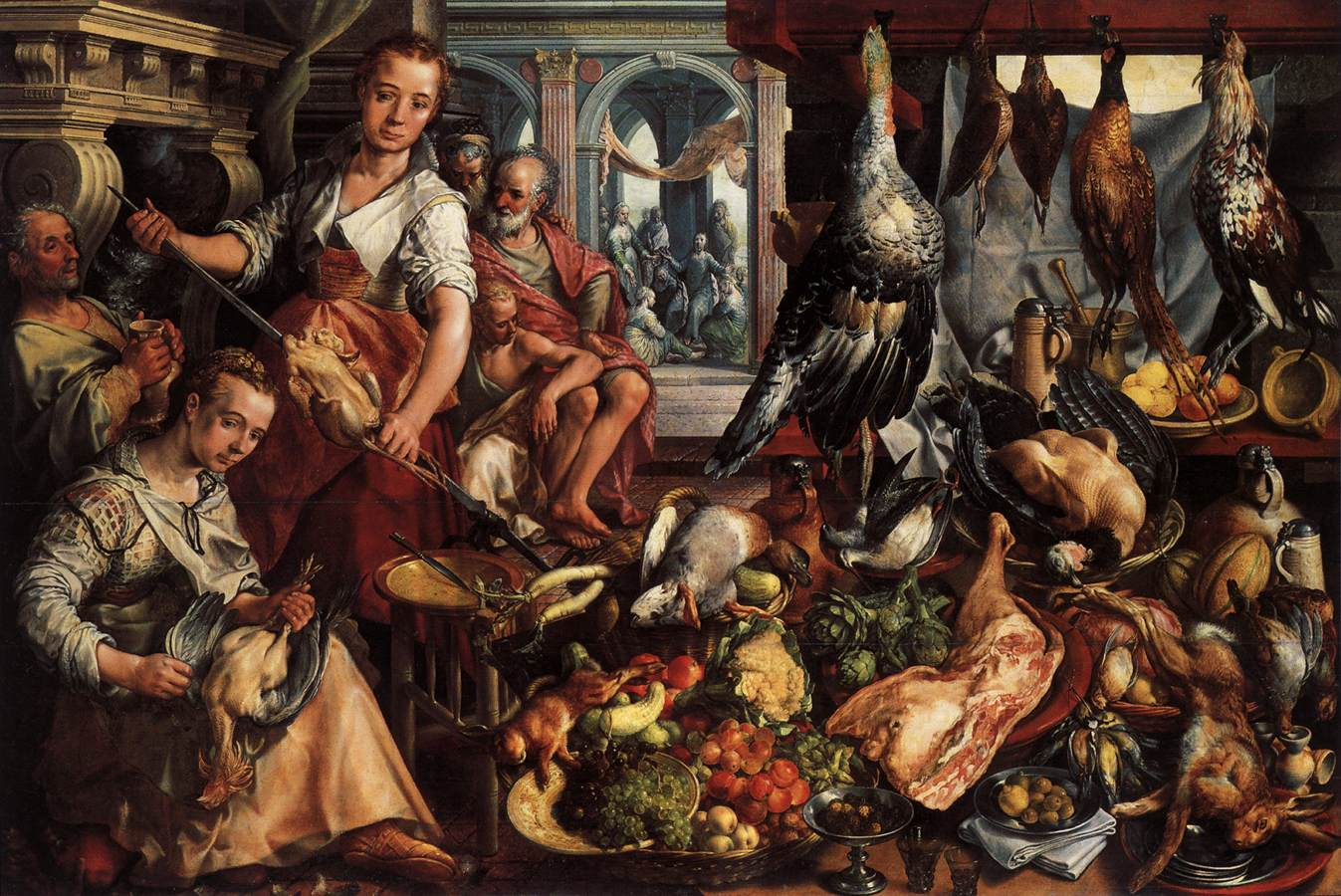
Crist a casa de Maria i Marta (1556), Joachim Beuckelaer

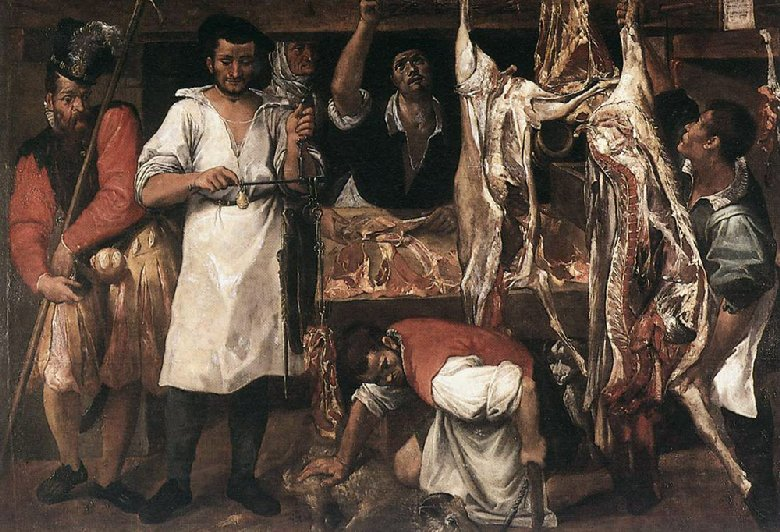
Carnisseria (1583), Annibale Carracci

A més, els patrons rics van començar a finançar la col·lecció d'espècies d'animals i de minerals, creant amplis «gabinets de curiositats». Aquests exemplars van servir com a model per als pintors que cercaven realisme i novetat. Van començar a col·leccionar-se i comercialitzar-se petxines, insectes, fruites exòtiques i flors, i l'arribada de plantes noves, com la tulipa –importada a Europa des de Turquia–, prenien forma fidelment en les natures mortes.
L'explosió de l'horticultura va despertar ampli interès per tot Europa, tendència que els artistes van capitalitzar produint milers de natures mortes. Algunes regions i corts reials tenien interessos particulars. La representació de cítrics, per exemple, era una passió particular de la cort dels Mèdici a Florència. Aquesta gran difusió dels exemplars naturals i el creixent interès en la il·lustració natural per tot Europa, va donar com a resultat la creació pràcticament simultània de natures mortes modernes prop de l'any 1600.
Al llarg de la segona meitat del segle xvi havia evolucionat la natura morta autònoma. Gradualment, el contingut religiós va disminuir en importància i lloc en aquestes pintures, encara que les lliçons morals van continuar estant implícites. Un exemple del contingut religiós i moralitzant en aquest gènere de pintura es pot apreciar a La carnisseria de Joachim Beuckelaer (1568), amb la seva representació realista de carns crues dominant el primer pla, mentre que l'escena del fons transmet els perills de l'embriaguesa i la lascívia, i també en la pintura d'aquest mateix autor Crist a casa de Maria i Marta (1556), una escena de cuina que tracta amb minuciós detall la gran varietat d'aliments i estris domèstics i, així, el tema religiós que dona títol al quadre queda minimitzat davant l'exhibició de tanta caça, carn, verdures i fruites que va realitzar el pintor flamenc demostrant el seu gran domini sobre aquest medi pictòric. El tractament de Annibale Carracci del mateix tema el 1583 va començar a eliminar els missatges morals, com van fer altres pintures de natura morta de «cuina i mercat» d'aquest període.

### Segle XVII

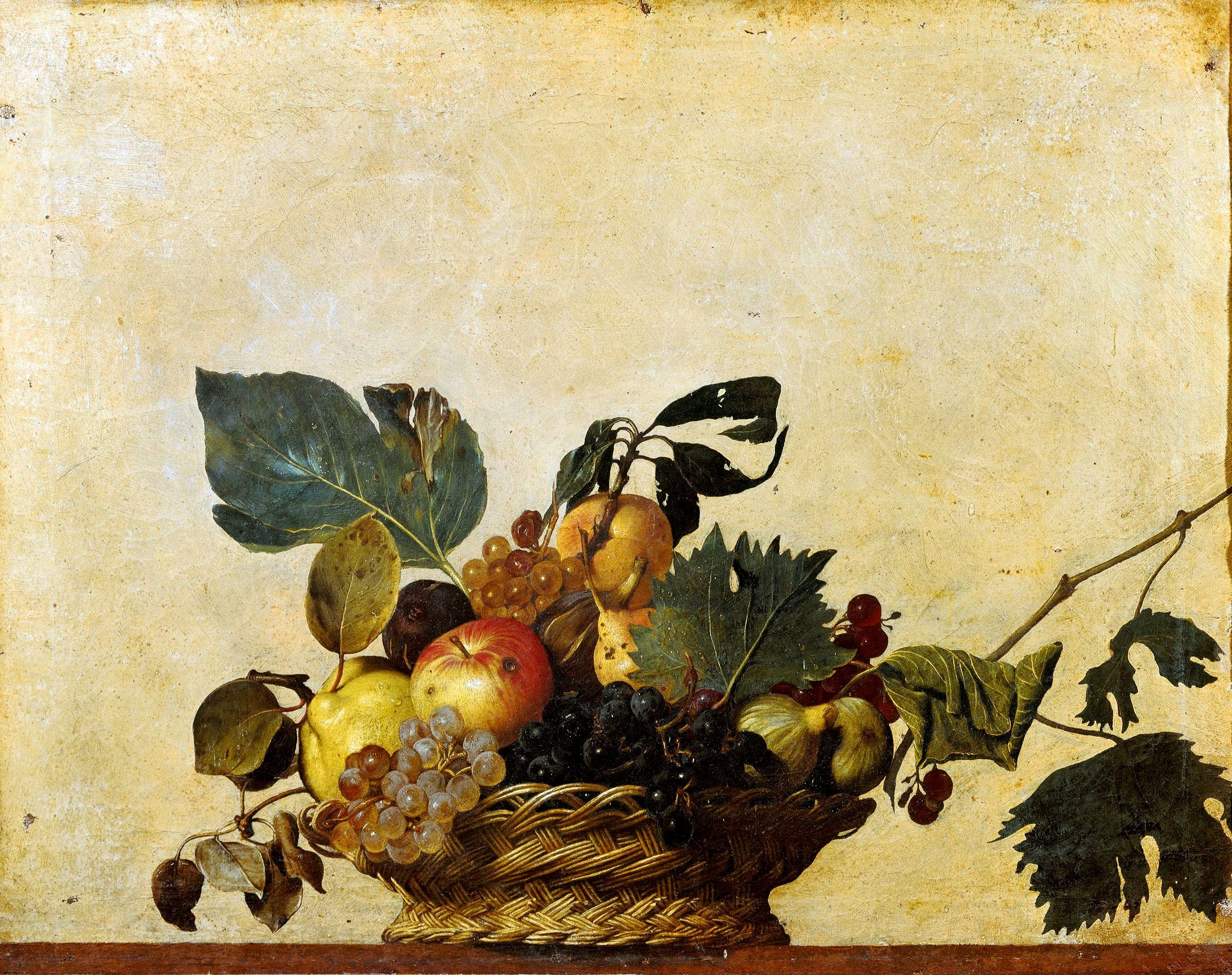
Cistell amb fruites de Caravaggio

Encara que la pintura de natura morta italiana estava guanyant en popularitat, va romandre històricament menys respectada que la pintura de «gran estil» de temes històrics, religiosos i mítics. Destacats acadèmics de començaments del segle XVII com Andrea Sacchi, creien que la pintura de gènere i la natura morta no posseïen la gravitas («majestuositat») que fa que la pintura sigui considerada art major. D'altra banda, reeixits artistes de natura morta italians van trobar ampli mecenatge en el seu temps. Encara més, les pintores, que eren poques, normalment escollien o es veien restringides a pintar temes com la natura morta, com succeïa, per exemple amb Fede Galizia. Molt poques fonts contemporànies esmenten les natures mortes de la pintora; tanmateix, ara com ara, de les seves obres catalogades se'n troben quaranta-quatre que corresponen aquest gènere.

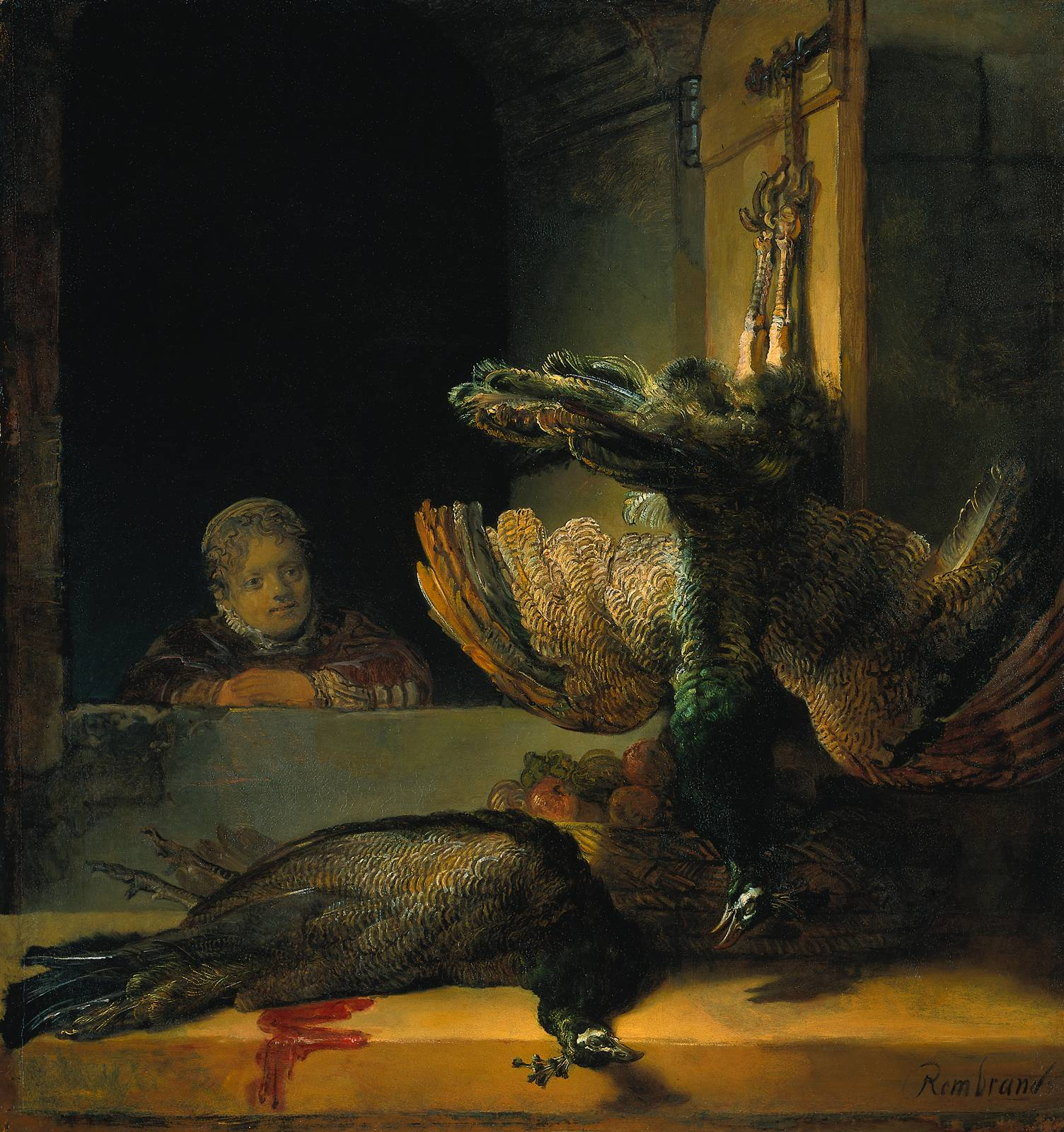
Noia amb paons morts de Rembrandt

Molts artistes italians destacats en altres gèneres també van produir alguns quadres de natures mortes. En particular, Caravaggio (1573-1610) va ser un dels primers artistes que va representar natures mortes amb consciència d'obra pictòrica. Va aplicar la seva influent forma de naturalisme a la natura morta. El seu Cistell amb fruites (c. 1595-1600) és un dels primers exemples de natura morta pura, presentada amb precisió i situat a l'altura de l'ull de l'espectador. Encara que no obertament simbòlica, aquesta pintura era propietat del cardenal Federico Borromeo i va poder haver estat apreciada tant per raons estètiques com religioses. Quan Jan Brueghel el Vell va pintar el seu Gran buquet milanès (1606), també per al mateix cardenal, va assenyalar que la pintura era «fatta tutti del natturel» –feta sencera del natural– i va augmentar el seu preu per l'esforç extra. Eren aquestes pintures unes més a la col·lecció del cardenal, juntament amb la seva també àmplia col·lecció de curiositats. Entre altres pintures, La cuinera, de Bernardo Strozzi, és una «escena de cuina» a la manera holandesa, que és d'un costat un detallat retrat d'una cuinera, i d'altra banda, la representació dels ocells de caça que està preparant. En una manera semblant, una de les escasses natures mortes de Rembrandt, Noia amb paons morts combina d'igual manera un simpàtic retrat femení amb imatges d'ocells de caça.

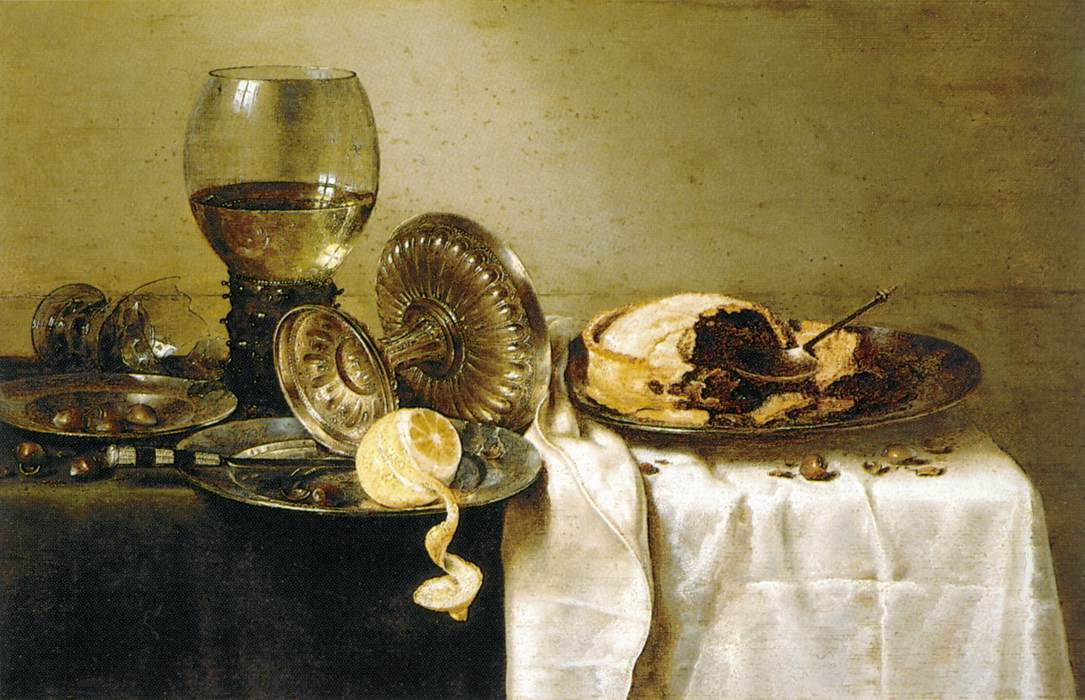
Natura morta de Willem Heda

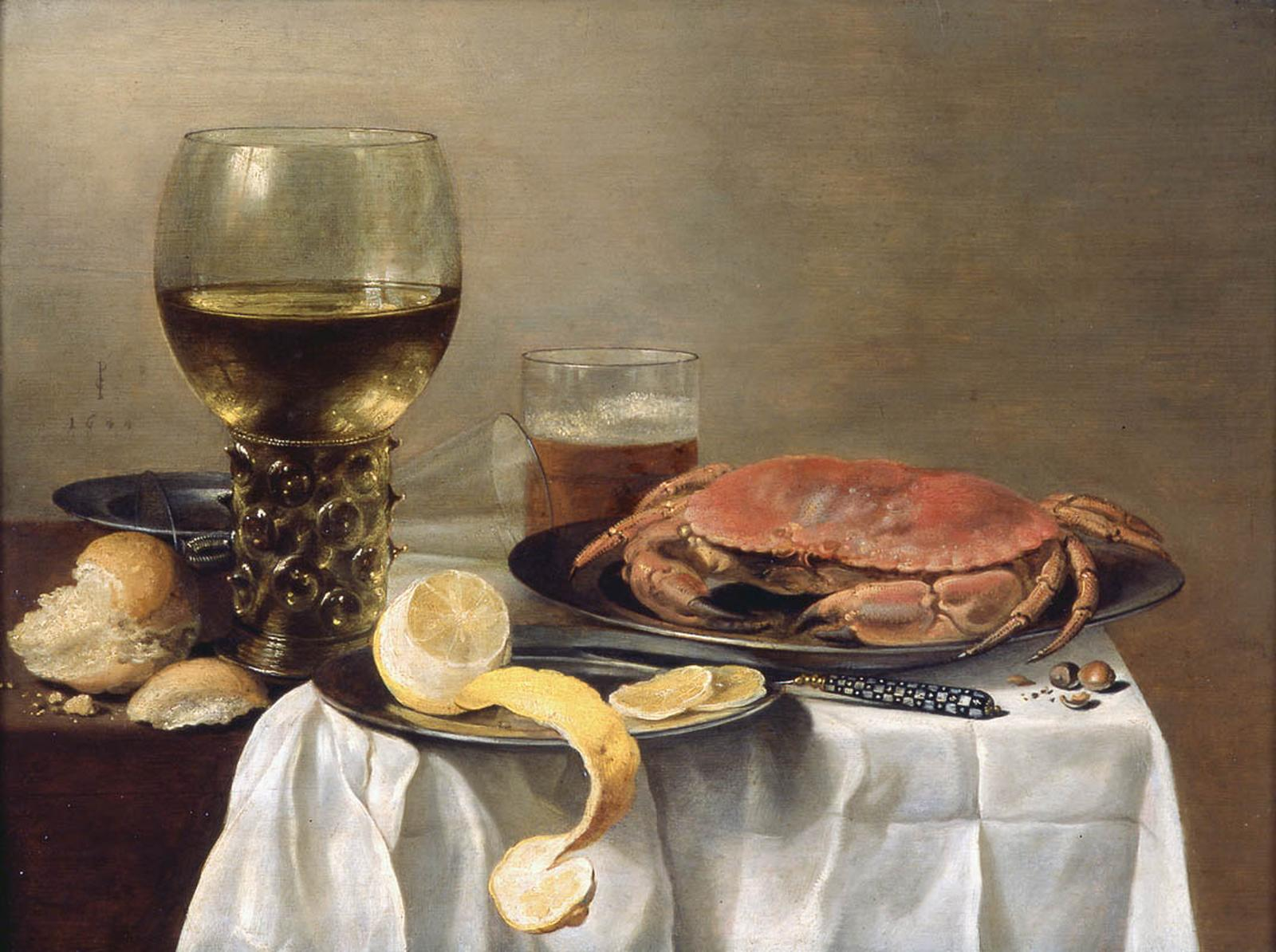
Natura morta amb cranc de Pieter Claesz

Aquest gènere va ser molt conreat a la pintura neerlandesa del segle xvii, com pot veure's, per exemple, a la Natura morta de Willem Heda (1637). Les obres d'aquest artista són típicament neerlandeses, amb molt pocs elements ordenats de manera simple: restes d'un pastís, un got de vi mig buit, fruites a mig pelar, gerres d'estany o de vidre, peladures de llimona, avellanes. No acostumen a ser taules repletes de menjar, abundants, sinó més aviat presenten restes de menjars frugals, que inviten a reflexionar sobre la fugacitat dels plaers humans. A Pieter Claesz, que també va treballar a Haarlem, sovint se'l confon amb Heda, ja que ambdós pintaven amb una paleta de colors tènues, gairebé monocromàtica, i van fer del subtil tractament de la llum el seu principal mitjà d'expressió. Sovint, les natures mortes de Claesz suggereixen un propòsit al·legòric, amb calaveres que serveixen com a recordatori de la naturalesa mortal de l'home.
La natura morta es va independitzar a redós del nou clima artístic dels Països Baixos, amb el nom de stilleven («naturalesa tranquil·la»), mentre que a les llengües romàniques, i en rus, es prefereixen termes relacionats amb «natura morta». Els artistes del nord d'Europa trobaven una certa limitació per produir la iconografia religiosa, que durant molt de temps havia estat la seva principal indústria, ja que les imatges de temes religiosos estaven prohibides a l'església protestant reformada holandesa però, malgrat això, la tradició septentrional del realisme detallat i els símbols ocults atreien les creixents classes mitjanes neerlandeses i flamenques, que estaven reemplaçant l'església i l'estat com els principals mecenes de l'art als Països Baixos. Aquest gènere de pintura, com la major part de les obres d'art neerlandeses, es venia generalment en mercats oberts, per marxants o pels mateixos artistes en els seus estudis; atès que rarament eren encàrrecs, els artistes solien escollir el tema i la disposició.
La natura morta alemanya va seguir de prop els models holandesos. El pintor alemany Georg Flegel va ser un pioner a la natura morta pura sense figures i va crear la novetat compositiva de col·locar els objectes detallats en gabinets, armaris i mostrar capses, i produir punts de vista múltiples simultàniament.

### Segle d'or espanyol

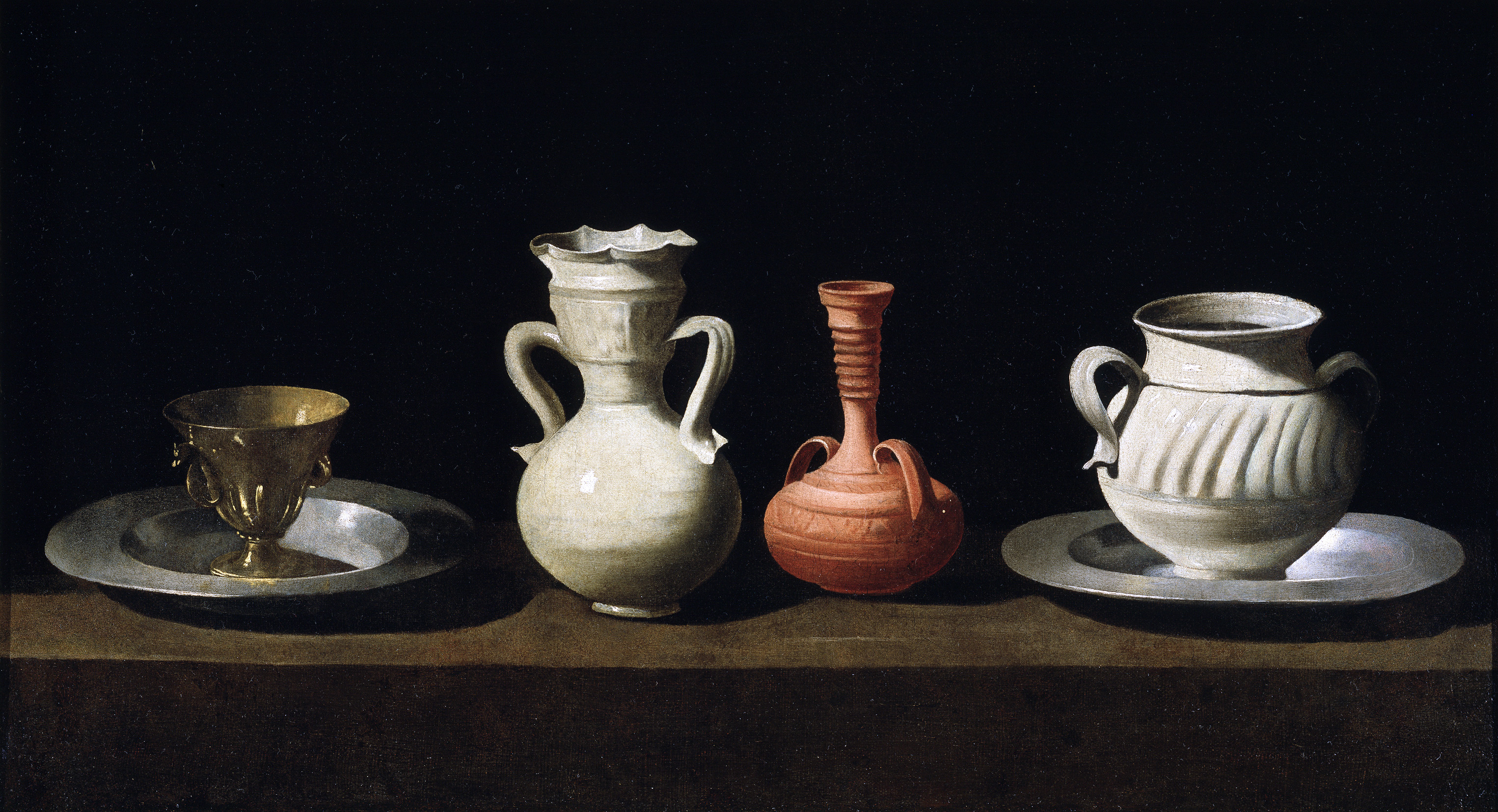
Natura morta d'atuells de Zurbarán

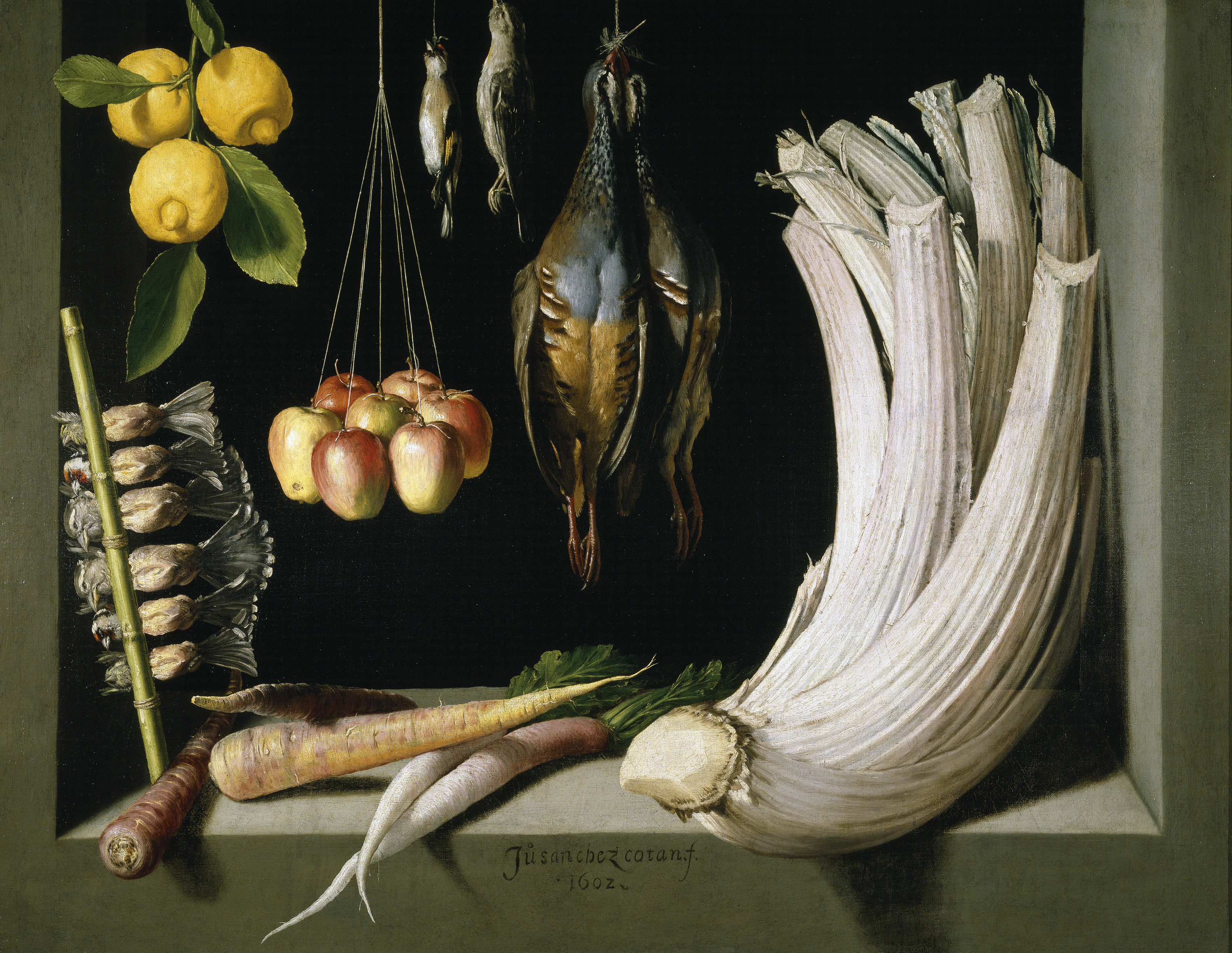
Natura morta de caça, hortalisses i fruites de Juan Sánchez Cotán

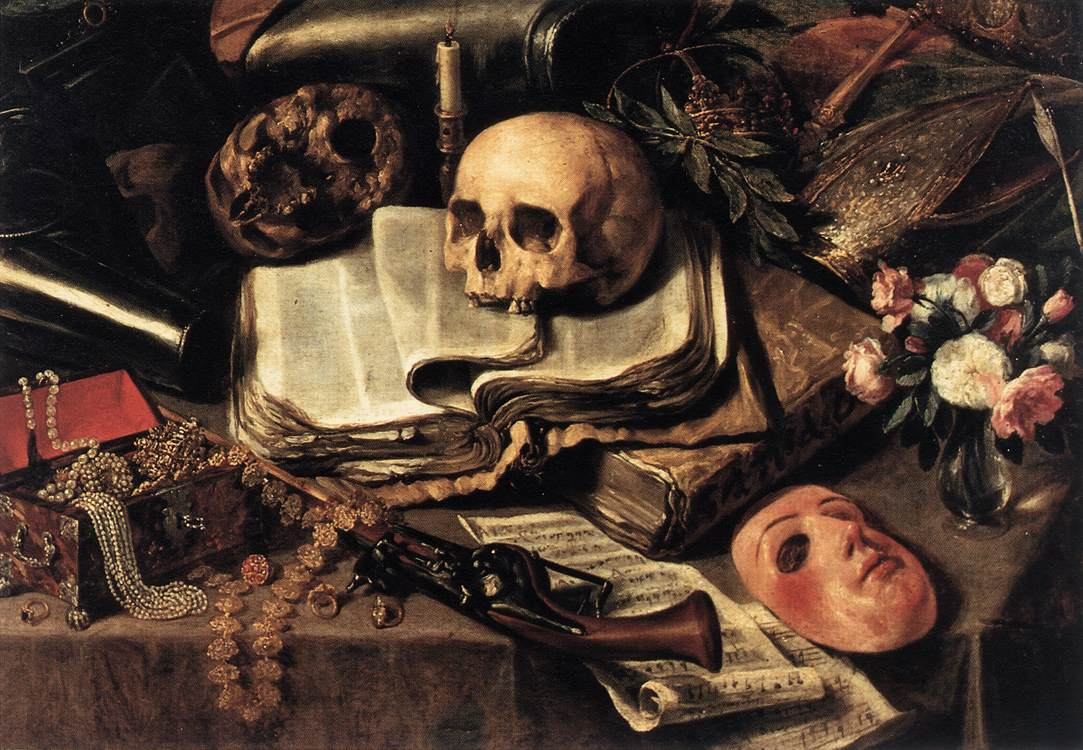
El somni del cavaller, detall, Antonio de Pereda

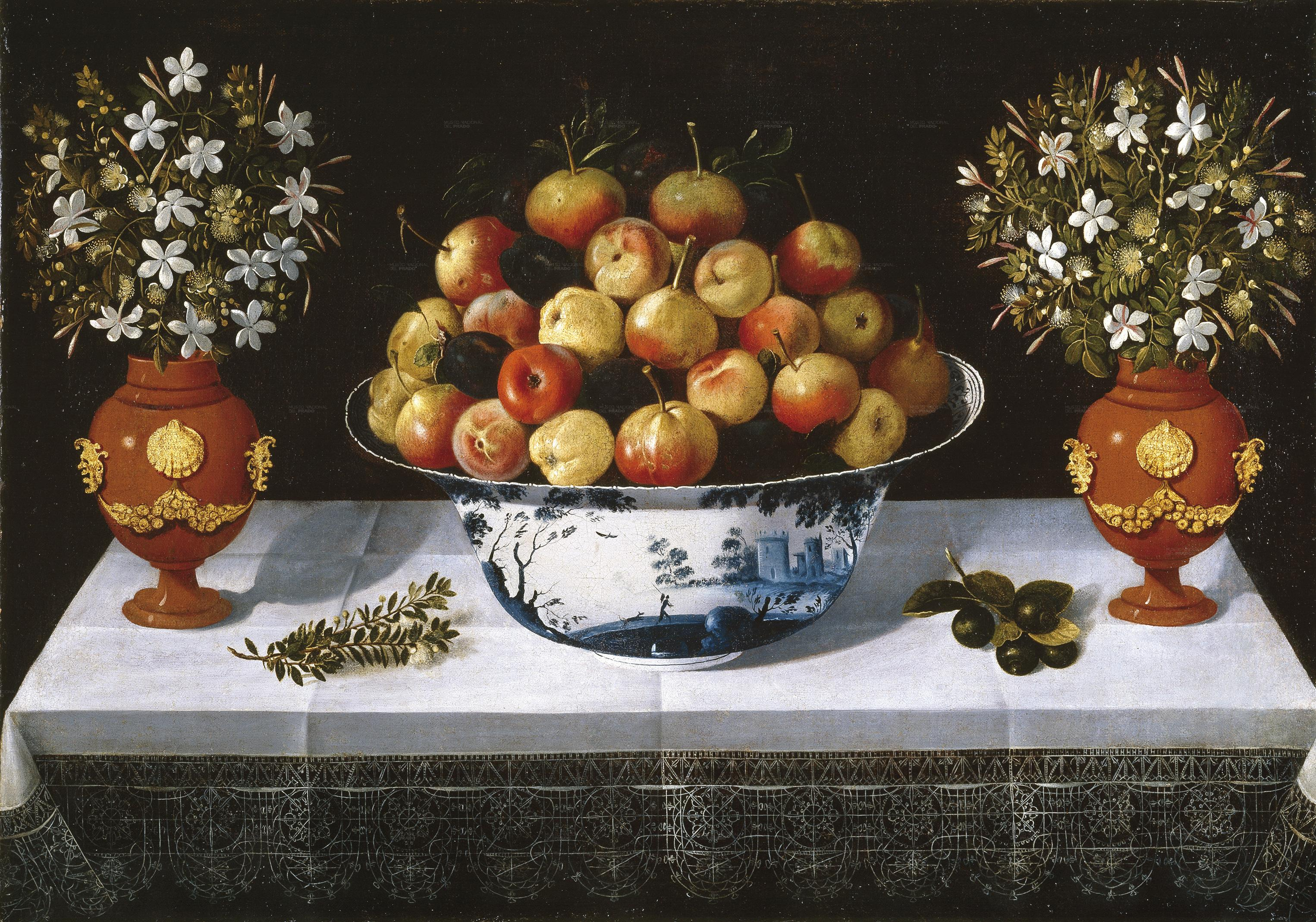
Fruiter de Delft i dos pitxers de Tomás Hiepes

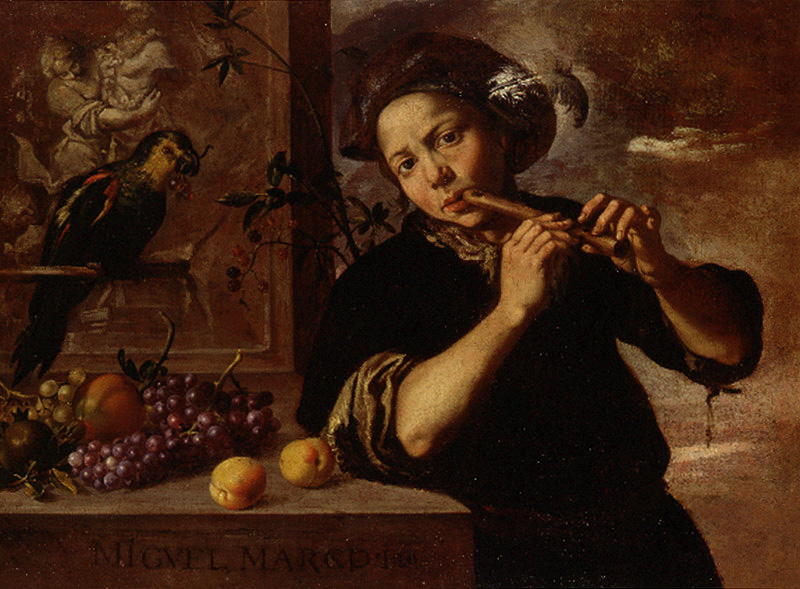
Al·legoria de l'oïda de Miquel March

La importància que va adquirir la natura morta a l'Espanya del segle xvii només ha començat a ésser reconeguda en dates recents. L'escassa representació de natures mortes pintades per artistes espanyols en les col·leccions reials –on no eren escasses les arribades de fora– i, en conseqüència, la seva reduïda representació en els primers moments del Museu del Prado, va poder ser un factor determinant en l'oblit que va pesar sobre aquest gènere fins ben entrat el segle xx. La revaloració va començar el 1935 amb l'exposició Floreros y bodegones en la pintura española organitzada per la Societat d'Amics de l'Art, on va destacar la presentació de la Natura morta de caça, hortalisses i fruites de Juan Sánchez Cotán, i va prosseguir el 1941 en arribar al Prado per donació de Francesc Cambó la Natura morta d'atuells de Zurbarán. Curiosament, el mateix col·leccionista va obtenir un segon exemplar de la composició, que actualment es troba al Museu Nacional d'Art de Catalunya. El franquisme va trobar en la severa austeritat d'aquestes natures mortes de Sánchez Cotán i de Zurbarán un estímul per a la seva visió essencialista d'Espanya, aprofundint en les diferències amb la mateixa pintura neerlandesa o flamenca, i insistint en la naturalesa mística de la natura morta espanyola, enllaçant-ho amb la literatura mística del Segle d'Or i amb el que es volia que fos la identitat col·lectiva i permanent de l'ésser espanyol.
Paradoxalment, el tòpic creat per la literatura nacionalista més conservadora a la vista d'un reduït nombre de natures mortes, que encara que fossin excel·lents no podien ésser representatives del conjunt de la pintura de natura morta practicada a Espanya, va ser assumit per bona part dels estudiosos estrangers, com Ebert-Schifferer. Aquest autor, insistint en aquest ascetisme de les obres produïdes a Espanya i en les seves diferències amb les flamenques, explicava que tot i que les natures mortes d'uns i altres sovint van tenir un propòsit moral implícit, l'austeritat espanyola, que alguns troben pròxima a la desolació de la meseta castellana, semblava rebutjar els plaers sensuals, la plenitud i el luxe del qual gaudien les natures mortes holandeses. No serà el cas de l'historiador Peter Cherry, qui continuant el mateix criteri que August Mayer, ha sabut apreciar la rica versatilitat de la natura morta espanyola.
Igual que va succeir a Itàlia i a França, a Espanya els tractadistes de pintura com Francisco Pacheco o Antonio Palomino, van considerar la pintura de natura morta com un gènere secundari, en col·locar la representació de la figura humana al cim de la representació artística, però la imitació tan típica del barroc espanyol en tots els objectes aplicats a l'elaboració d'aquest tipus de pintura al segle xvii, va fer que Pacheco la declarés com un gènere «digne» per ser la «veritable imitació del natural». Tanmateix, els inventaris de pintura que acostumaven a fer-se per motius testamentaris, revelen que les natures mortes estaven ben representades a les col·leccions de pintura de tots els grups socials. Al Toledo del segle xvii, lluny ja de l'esplendor que havia conegut la ciutat en el passat, és on la historiadora Paula Revenga ha analitzat 281 inventaris, amb 13.357 pintures, 1.013 eren natures mortes (7,58%). Però aquest percentatge era més gran en alguns grups socials i, en particular, era el preferit pel baix clergat.
En conseqüència, a més a més de ser practicat per alguns pintors destacats en altres gèneres, com Blas de Prado i Juan Sánchez Cotán, iniciadors del gènere, Francisco Zurbarán i el seu fill Juan de Zurbarán, Mateo Cerezo o Antonio de Pereda, que també va cultivar la vanitas, la natura morta va comptar a Espanya amb nombrosos especialistes, com Juan van der Hamen y León, Juan de Espinosa, Antonio Ponce, Francisco Barrera o Ignacio Arias a Madrid. Significatiu és el cas de Juan Fernández, el Labrador, pintor reclòs en el seu lloc natal de Las Navas del Marqués, la fama del qual va arribar fins a la cort anglesa i dues pintures seves van ser encarregades per l'ambaixador del rei Carles I d'Anglaterra; es conserven molt poques obres d'aquest autor. Significatius són Pedro de Campcrobín i Pedro de Medina Valbuena a Sevilla o Tomás Hiepes o Yepes a València; aquest últim va introduir en les seves pintures ceràmiques de Manises i gerros de porcellana de Delft, amb el que s'aconseguia que amb els objectes que es mostraven, ja fossin de ceràmica o vidre, els propietaris de les pintures els veiessin com un reflex dels que ells pròpiament posseïen. El Museu del Prado conserva d'aquest autor valencià una col·lecció de catorze natures mortes i també se'n troben diverses al Museu de Belles Arts de València. També el valencià Miquel March té representació en aquests dos museus; aquest pintor, encara que es va dedicar més al tema paisatgístic, va realitzar algunes al·legòries dels cinc sentits i temes de caça, com la pintura al Prado d'un Milà atacant un galliner.

### Segle XVIII

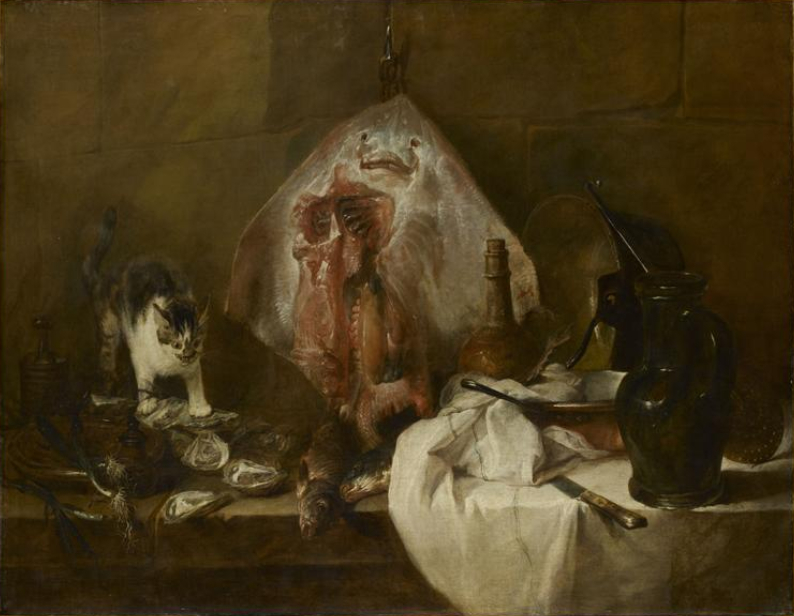
La rajada (1728), Jean Siméon Chardin

Les connotacions religioses i al·legòriques de la natura morta van desaparèixer al segle xviii i les pintures van evolucionar fins a ésser calculades representacions de variats colors i formes, mostrant menjars quotidians. L'aristocràcia francesa va contractar artistes per executar pintures de pròdigues i extravagants natures mortes que honraven les seves taules, també sense el missatge moralista de la vanitas dels seus predecessors neerlandesos. L'amor rococó per l'artifici va portar un apogeu a l'apreciació francesa pel trompe l'oeil. Les natures mortes de Jean Siméon Chardin emprenen una varietat de tècniques, des del realisme, a l'estil holandès, a harmonies més suaus.

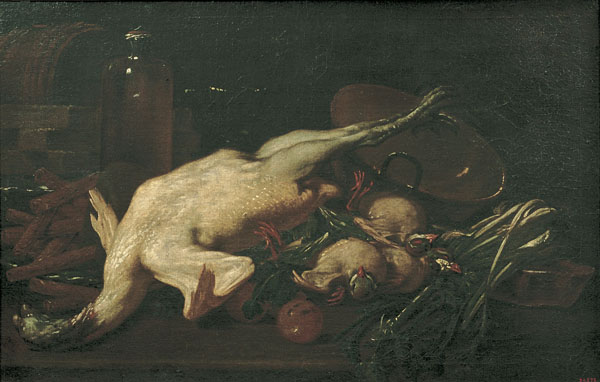
Natura morta amb verdura, gall dindi plomat, altre aviram i neules d'Antoni Viladomat

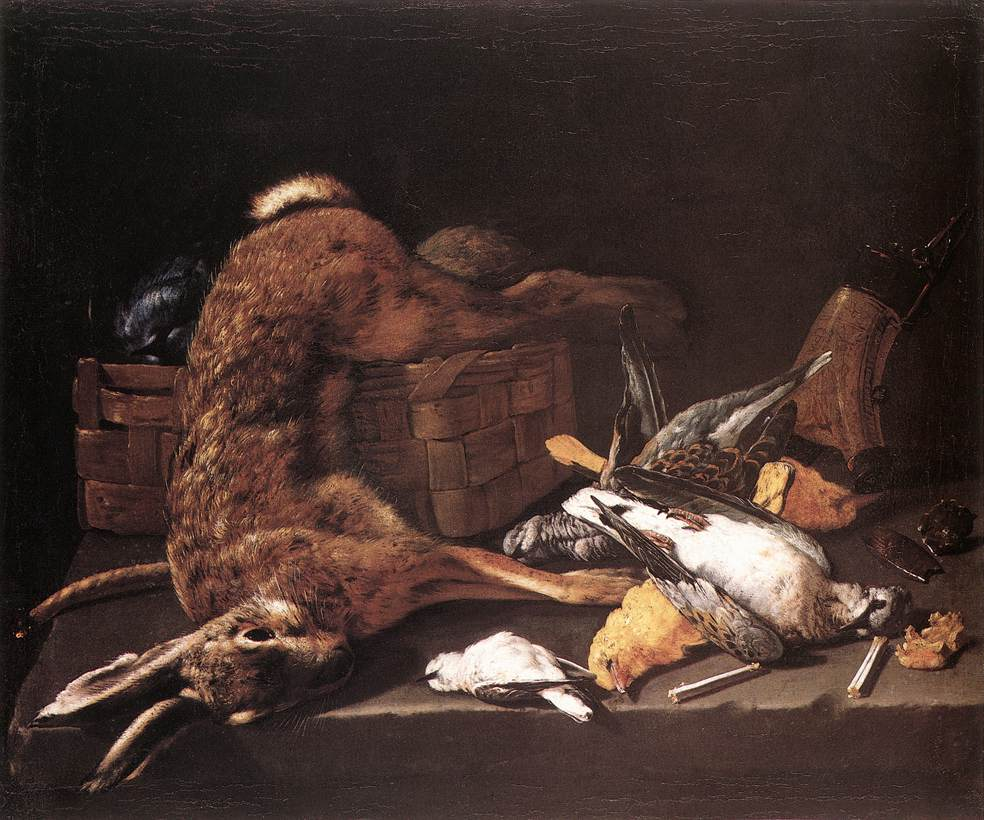
Natura morta de caça de Giuseppe Recco

A l'època revolucionària, els artistes dels Estats Units formats a l'estranger van aplicar estils europeus al retrat i les natures mortes. Charles Willson Peale va fundar una família de prominents pintors i també una societat per a la formació d'artistes, així com un museu de curiositats naturals. El seu fill Raphaelle Peale va ser un dels primers artistes americans pintors de natures mortes, gènere que en aquest país cultivaren un grup de contemporanis, entre els quals destacaren John F. Francis i Charles Bird King.
A la segona meitat del segle xix, Martin Johnson Heade va introduir la versió dels Estats Units de la pintura de biòtop o hàbitat, que col·locava flors i ocells a un entorn d'exteriors simulat. Autors com William Michael Harnett i John Frederick Peto també conrearen els trompe l'oeil durant aquest període. Peto es va especialitzar en una pintura nostàlgica de prestatgeries mentre que Harnett va aconseguir el més alt nivell d'hiperrealisme a les seves celebracions pictòriques de la vida dels Estats Units a través d'objectes quotidians.
Luis Eugenio Meléndez és considerat un dels millors representants espanyols en aquest gènere, durant el segle xviii, amb un estil ric en les textures dels materials representats i una austeritat pròpia de les natures mortes de Sánchez Cotán; Meléndez mostra un domini de dibuix i del ritme compositiu excel·lents. Autor destacat en l'àmbit català va ser el pintor Antoni Viladomat, que encara que es dedicava més a la pintura religiosa, va realitzar també alguns quadres de natura morta, on ressalten els elements col·locats en un primer pla amb clara influència de l'època passada a Nàpols on segurament va conèixer les obres de Giuseppe Recco i Giovanni Battista Ruoppolo.
Altres pintors del gran realisme propi del gènere, van ser el segovià Bartolomé Montalvo i el madrileny Luis Paret y Alcázar. Provinents de l'Acadèmia Valenciana de Sant Carles, fundada el 1778 i on s'havia establert l'Estudi de Flors i Ornaments, van ser la majoria dels autors valencians que es van dedicar a la natura morta, entre ells Benet Espinós, Santiago Alabert, Juan Bautista Romero, Miquel Parra, Josep Romà o el barceloní Francesc Lacoma i Fontanet, alguns d'ells amb obres ja datades al segle xix. La majoria d'aquests autors van destacar en el tema de la «pintura de flors».

### Segle XIX

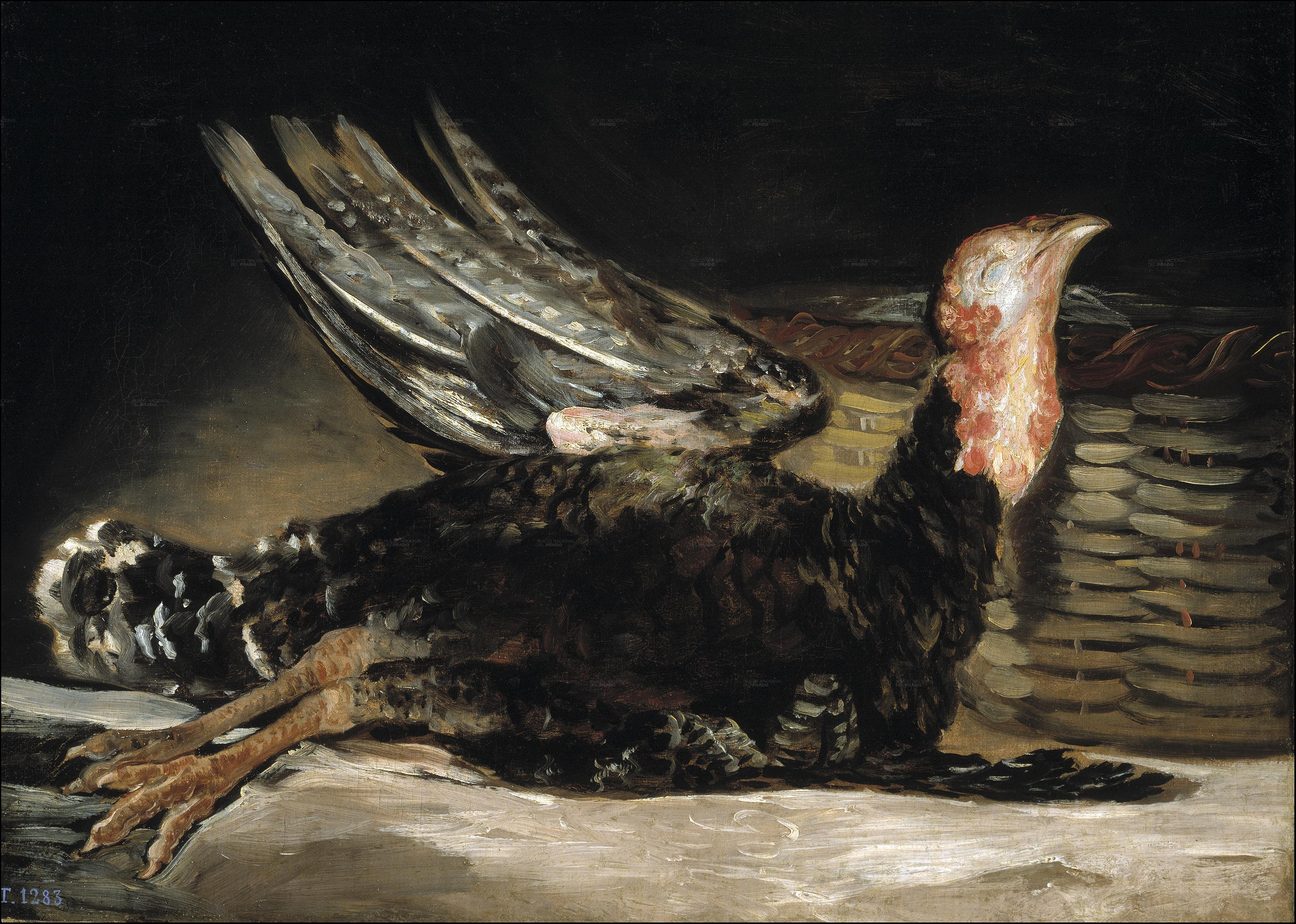
Natura morta amb gall dindi mort de Francisco Goya

Amb el sorgiment de les acadèmies europees, molt especialment de l'Académie des Beaux-Arts de l'Institut de France que va tenir un paper central a l'anomenat art acadèmic, la natura morta va començar a decaure. Les acadèmies van establir de nou una jerarquia dels gèneres –o «jerarquia del tema tractat»–, que considerava que el mèrit artístic d'una pintura radicava davant de tot en el seu tema. Segons aquest sistema, la categoria més alta de pintura era la denominada pintura d'història, aquella que representava temes històrics, al·legòrics, mitològics o religiosos, i la natura morta quedava relegada al rang inferior del reconeixement artístic.
En lloc d'usar la natura morta per representar la naturalesa, alguns artistes, com John Constable i Camille Corot, van escollir els paisatges, prefigurant moviments posteriors com l'impressionisme. Quan el neoclassicisme va començar a declinar els anys 1930, la pintura de gènere i el retrat es van convertir en els gèneres preferits pels corrents artístics romàntic i realista. Molts dels grans artistes de l'època van incloure la natura morta a les seves obres. Les natures mortes de Francisco Goya, Gustave Courbet i Eugène Delacroix porten un fort corrent emocional i estan menys preocupats amb l'exactitud i més interessats en l'estat d'ànim.

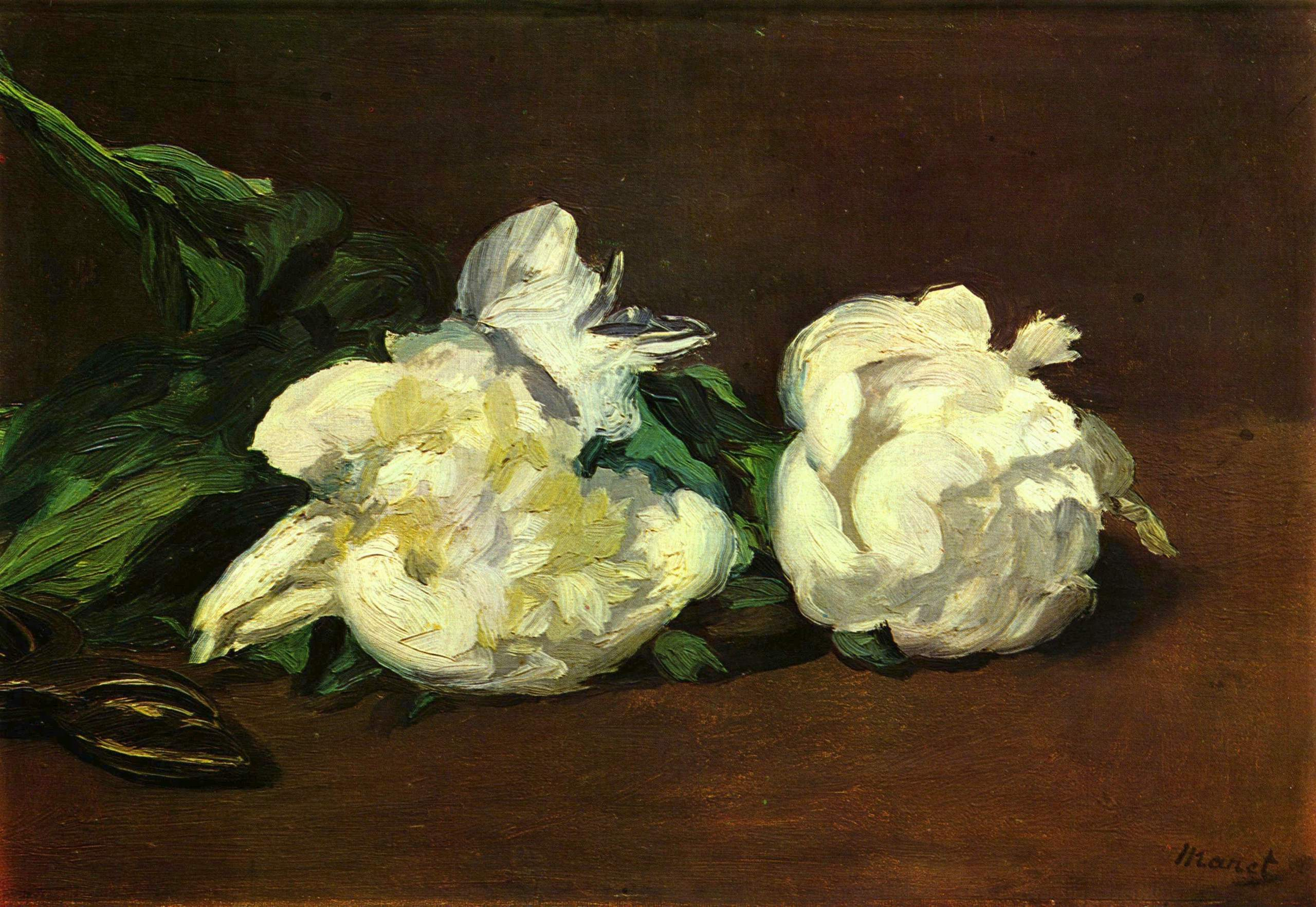
Flors d'Edouard Manet

Goya va realitzar dotze natures mortes, segons recull l'inventari de la partició dels seus béns a la mort de la seva esposa, el 1812. Es desvincula de la tradició espanyola empresa per Juan Sánchez Cotán i el màxim representant en el segle xviii Luis Meléndez. Tots ells havien presentat un bodegó transcendent, que mostrava l'essència dels objectes no tocats pel temps, tal com serien en un estat ideal. Goya dedica la seva atenció, en canvi, a reflectir el pas del temps, la degradació i la mort. Els seus galls dindi es mostren inerts, els ulls del cap de xai estan vidrats. El que interessa a Goya és dibuixar la petjada del temps en la naturalesa, el pas de les circumstàncies pels objectes, allunyats tant del misticisme com de la simbologia i «convertir-los en unes metàfores de la crueltat».

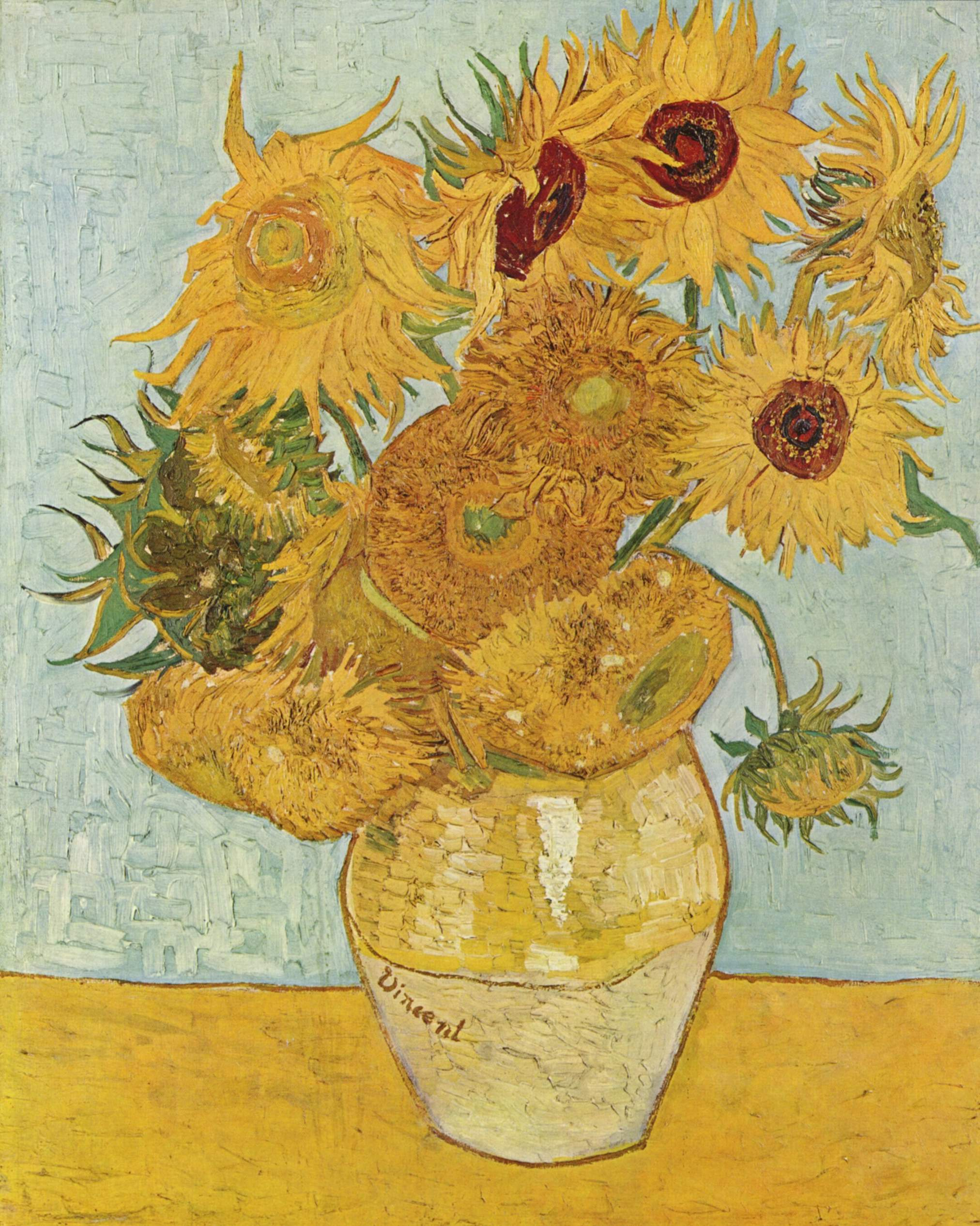
Gerro amb dotze gira-sols de Vincent van Gogh

Encara que van continuar el model de les natures mortes de Jean Siméon Chardin, les pintures d'aquest gènere d'Édouard Manet són fortament tonals, apuntant a l'impressionisme, als seus últims anys va pintar sobretot fruites i flors en petit format. El pintor havia comentat al seu marxant que li hauria agradat ser «el sant Francesc de la natura morta». Henri Fantin-Latour, fent servir una tècnica més tradicional, va ser famós per les seves pintures de flors, vivint gairebé exclusivament d'encàrrecs d'aquest tipus per a col·leccionistes.
Amb el declivi final de la jerarquia acadèmica a Europa i l'apogeu dels pintors impressionistes i postimpressionistes, la tècnica i harmonia de color van triomfar sobre el tema, i la natura morta va tornar a ser tractada segons els nous corrents pictòrics. En les seves primeres natures mortes, Claude Monet mostra la influència de Fantin-Latour, però va ser un dels primers que va trencar amb la tradició del fons fosc, que Pierre-Auguste Renoir també va descartar a la seva pintura Natura morta amb ram i ventall (1871), amb el seu brillant fons ataronjat. A la natura morta impressionista, el contingut al·legòric i mitològic està completament absent, és més important l'harmonia cromàtica i el tractament lluminós.

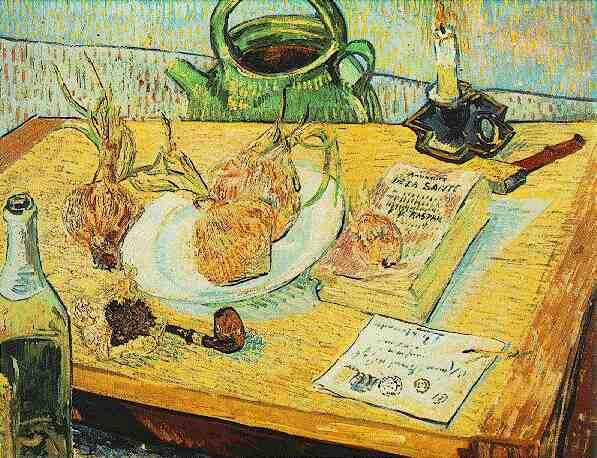
Natura morta amb taula de dibuix de Vincent van Gogh

És curiós comprovar com impressionistes i postimpressionistes, encara que inspirant-se al color de la natura, van tornar a interpretar la seva visió particular, de manera que de vegades els seus quadres eren marcadament contranaturals. Com va afirmar Gauguin, «Els colors tenen els seus propis significats». També es van intentar variacions de la perspectiva, com pot veure's a Fruita mostrada en un penjador de Gustave Caillebotte, «una pintura de la qual se'n van burlar a l'època com una mostra de fruita a vista d'ocell».
Les pintures de gira-sols de Vincent van Gogh són algunes de les natures mortes segle xix més conegudes. Van Gogh va utilitzar tons grocs i ocres i una representació força plana per fer una memorable contribució a la història del gènere. La seva Natura morta amb taula de dibuix (1889), és un retrat de la seva pròpia quotidianitat en forma de natura morta, que representa objectes de la seva vida personal, i que inclou la seva pipa, menjar –cebes–, un llibre i una carta del seu germà, sense la seva pròpia imatge present. També va pintar la seva pròpia vanitas: Natura morta amb bíblia (1885).

### Segle XX

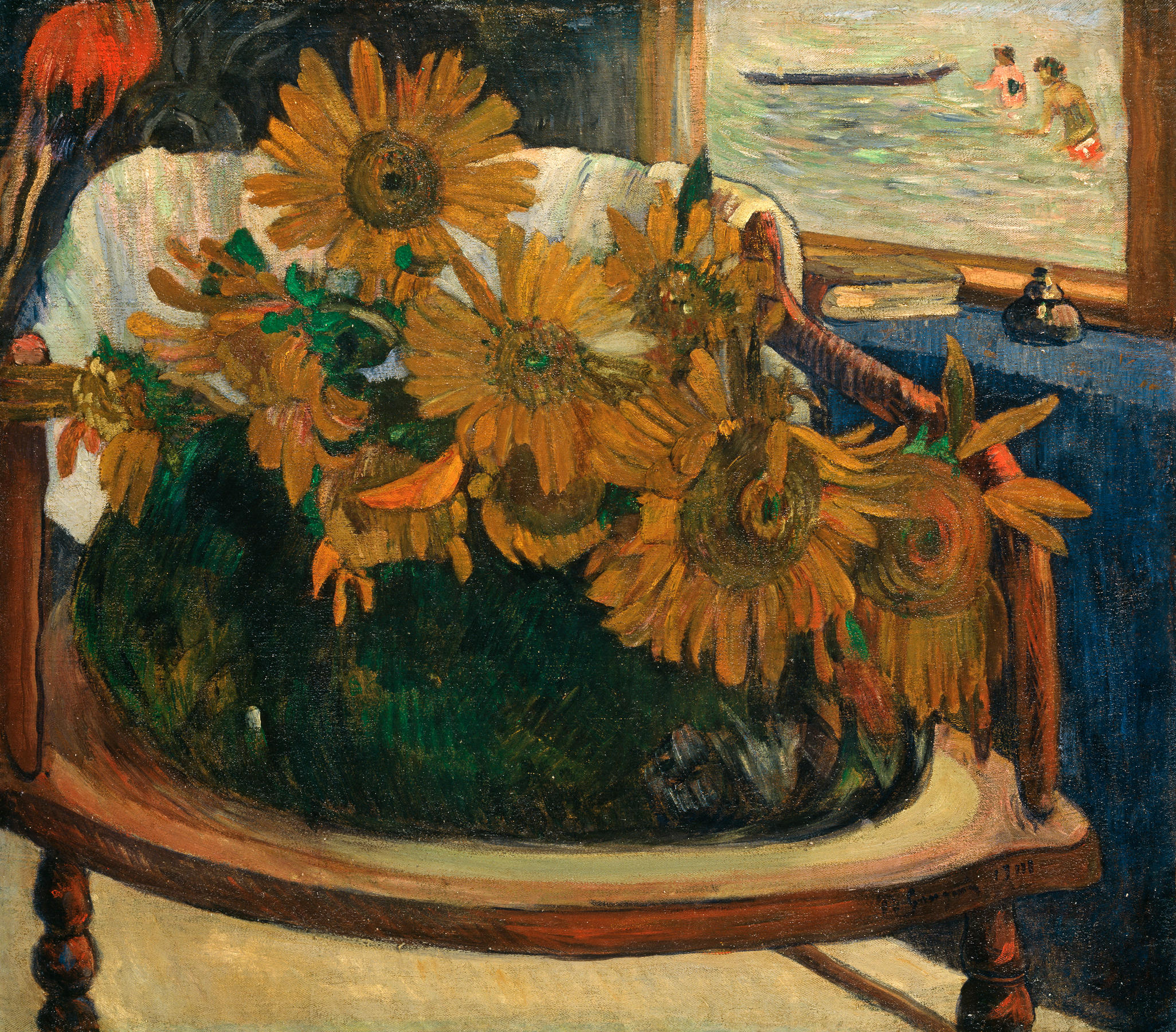
Natura morta amb gira-sols de Paul Gauguin

Les primeres quatre dècades del segle xx van formar un període excepcional de revolució artística. Els moviments d'avantguarda van evolucionar amb rapidesa i es van superposar a la seva marxa cap a l'abstracció total, allò no figuratiu. La natura morta, així com d'altres gèneres, van continuar evolucionant fins cap a mitjans de segle, quan l'abstracció total, exemplificada per la pintura de degoteig de Jackson Pollock, van eliminar tot element recognoscible. El segle va començar amb diverses tendències, de vegades marcadament contradictòries, dominat el panorama artístic.
El 1901, Paul Gauguin va pintar Natura morta amb gira-sols, el seu homenatge al seu amic van Gogh, que havia mort onze anys abans. El grup conegut com els Nabis, que incloïa a Pierre Bonnard i Édouard Vuillard, va assumir les teories harmòniques de Gauguin i va afegir elements inspirats pels gravats japonesos a les seves natures mortes. L'artista francès Odilon Redon també va pintar destacades natures mortes durant aquest període, especialment flors.
Henri Matisse, un dels majors exponents del fauvisme, va reduir la representació d'objectes de natura morta a poc més que perfils plans i marcats farciments amb colors brillants; també va simplificar la perspectiva i va introduir fons multicolors. En algunes de les seves natures mortes, com Natura morta amb albergínies, els objectes tot just destaquen del fons de l'habitació. Altres exponents del fauvisme, com Maurice de Vlaminck i André Derain, van explorar el color pur i l'abstracció a les seves natures mortes.

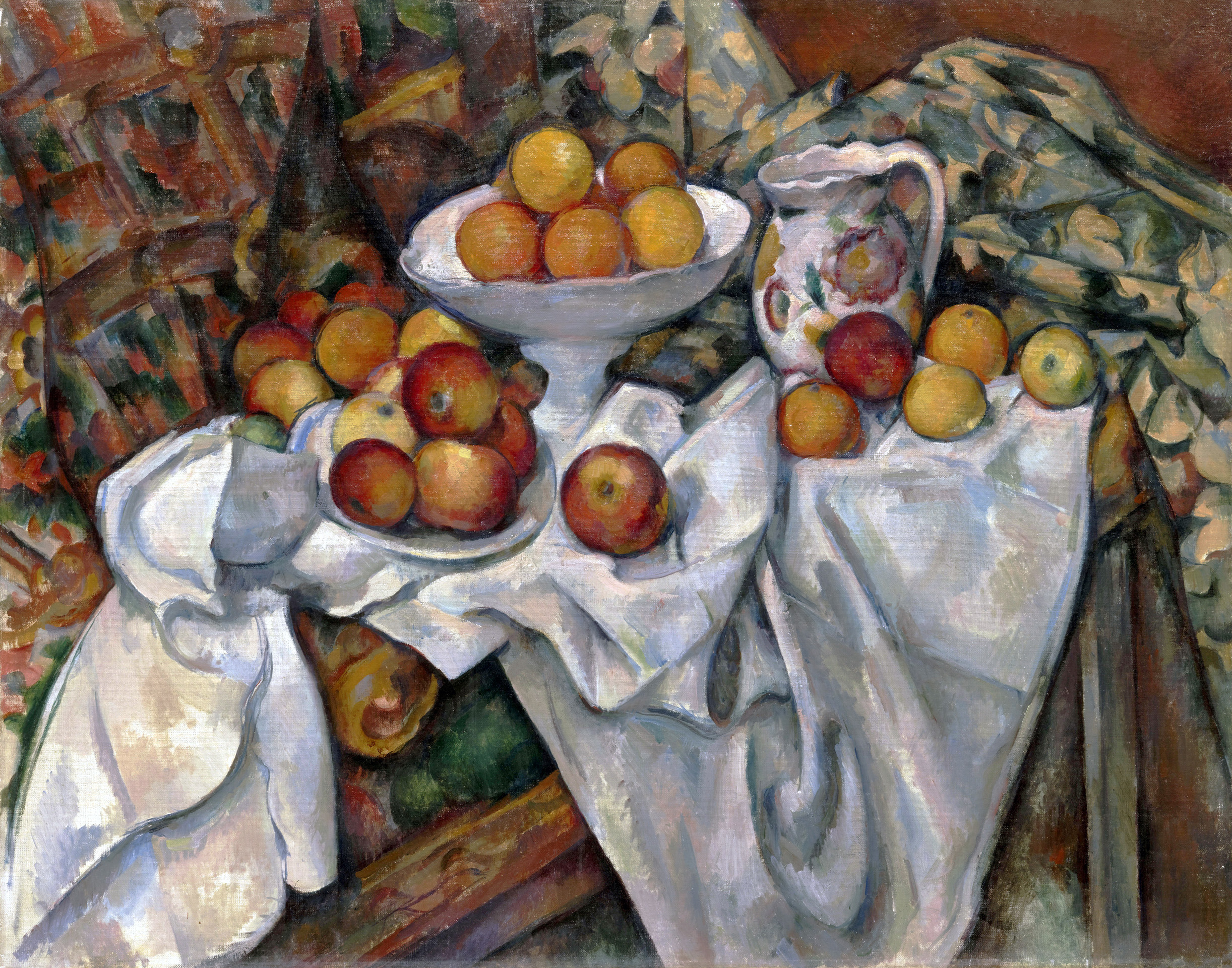
Natura morta amb pomes i taronges de Paul Cézanne

Paul Cézanne va trobar a la natura morta el vehicle perfecte per a la seva revolucionària recerca de l'organització espacial geomètrica. Per a Cézanne, aquest gènere pictòric va ser un mitjà per allunyar la pintura de la seva funció mimètica o il·lustrativa, mostrant independentment els elements de color, forma i línia, un gran pas cap a l'art abstracte. Així, els experiments de Cézanne van influir en el desenvolupament de la natura morta cubista a començaments del segle xx.
En adaptar els plans i eixos de Cézanne, els cubistes van atenuar la paleta de color dels fauvistes i es van centrar a construir objectes en formes i plans solament geomètrics. Entre 1910 i 1920, els artistes cubistes com Pablo Picasso, Georges Braque i Juan Gris van pintar moltes composicions de natura morta, incloent-hi, de vegades, instruments musicals, i crearen les primeres obres de collage cubista, com a l'obra oval de Picasso Natura morta amb cadira de vimet (1912). En aquestes obres, els objectes de la natura morta se superposen i entremesclen mantenint algunes formes bidimensionals recognoscibles, perden la textura superficial individual i es fonen amb el fons del quadre, assolint obres gairebé oposades a aquelles de la natura morta tradicional.

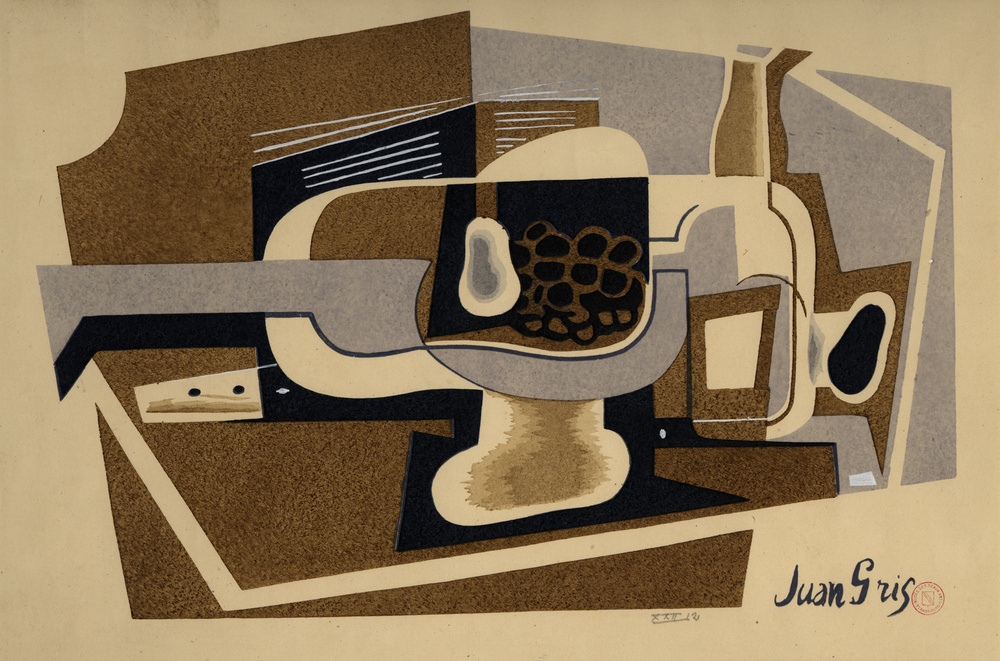
Natura morta de Juan Gris

Fernand Léger va introduir a la natura morta l'ús abundant d'espai en blanc i formes geomètriques que se superposen, definides amb claredat, acolorides, per produir un efecte més mecànic. Marcel Duchamp i d'altres membres del  moviment dadà, van marxar en una direcció radicalment diferent, i crearen escultures de natura morta en tres dimensions. A fi de restaurar algun significat simbòlic a la natura morta, els futuristes i els surrealistes van col·locar objectes de natura morta recognoscibles en els seus paisatges onírics. A les pintures d'aquest gènere de Joan Miró, els objectes apareixen lleugers i flotant en un espai bidimensional lleugerament suggerit i, fins i tot, les muntanyes es dibuixen com simples línies, com a Natura morta del sabatot. Salvador Dalí va realitzar diverses natures mortes com La panera de pa (1945) al Teatre-Museu Dalí de Figueres, amb clara referència a les natures mortes espanyoles del segle xvii, a més a més de la gran simbologia que sempre va donar el pintor a la representació del pa.
A Itàlia en aquesta època, Giorgio Morandi va ser un destacat pintor de natures mortes i va mostrar un acostament a la realitat quotidiana en representar ampolles i atuells de cuina. L'artista frisó Maurits Cornelis Escher, més conegut per les seves detallades –i així i tot ambigües– obres gràfiques, va crear Natura morta i carrer (1937), la seva versió actualitzada de la tradicional natura morta de taula holandesa.
Típiques natures mortes dels Estats Units de l'època són les pintures de Georgia O'Keeffe, Stuart Davis i Marsden Hartley, i les fotografies d'Edward Weston. Les pintures de flors vistes en primer pla de O'Keeffe revelen tant l'estructura física i el subtext emocional de pètals i fulles d'una manera sense precedents. A Mèxic, des dels anys 1930, Frida Kahlo i d'altres artistes van crear la seva pròpia forma de surrealisme, representant menjars natius i motius de la cultura local en les seves natures mortes.

Llauna de sopa Campbell's amb petit esquinçament (carn d'olla de pebre) de Andy Warhol

També des d'aquesta dècada, l'expressionisme abstracte va reduir fortament la natura morta a crues representacions de forma i color, fins que a la dècada dels cinquanta, l'abstracció total va dominar el món de l'art. Tanmateix, el pop art dels seixanta i setanta van revertir la tendència i van crear una nova forma de natura morta. Molt de l'art pop –com les Llaunes de sopa Campbell's d'Andy Warhol– es basa en la natura morta, però el seu veritable tema és més sovint la imatge modificada del producte comercial representat més que l'objecte de natura morta física. L'obra de Roy Lichtenstein, Natura morta amb una peixera de peixos de colors (1972.) combina els colors purs de Matisse amb la iconografia pop de Warhol. La taula de menjar de Wayne Thiebaud (1964.) no representa un senzill menjar de família sinó una línia reunida d'aliments dels Estats Units estàndards.
El moviment neodadaista, en el qual s'inclou Jasper Johns, va tornar a la representació tridimensional de Marcel Duchamp de parament domèstic quotidià per crear el seu propi tipus de natures mortes, com Bronze pintat (1960) i Casa de bojos (1962), de Johns.
L'apogeu del fotorrealisme als anys setanta va refermar la representació il·lusionista, a la vegada que conservava una mica del missatge pop de la fusió d'objecte, imatge i producte comercial. Típiques sobre això són les pintures de Don Eddy i Ralph Goings. Les últimes tres dècades del segle xx, la natura morta s'ha expandit més enllà dels límits d'un marc, amb tècniques mixtes que empren objectes reals, fotografia, vídeo i so. Les obres generades per ordinador han expandit les tècniques disponibles als artistes de natures mortes. Amb l'ús de càmeres de vídeo, els creadors poden també incorporar a l'espectador a la seva obra. El 1992 el director de cinema Víctor Erice va filmar El sol del membrillo, pel·lícula en la qual es recull el procés creatiu de l'artista Antonio López García en pintar un codonyer al pati de casa seva. El fotògraf mallorquí Toni Catany, entre els seus temes preferits, elabora la natura morta d'estudi amb els models de materials clàssics com flors, fruites, gerros, figures o teles brodades i, el 1987, va editar l'obra Natures mortes, representant aquest tema.

## Subgèneres

### Pintures de flors

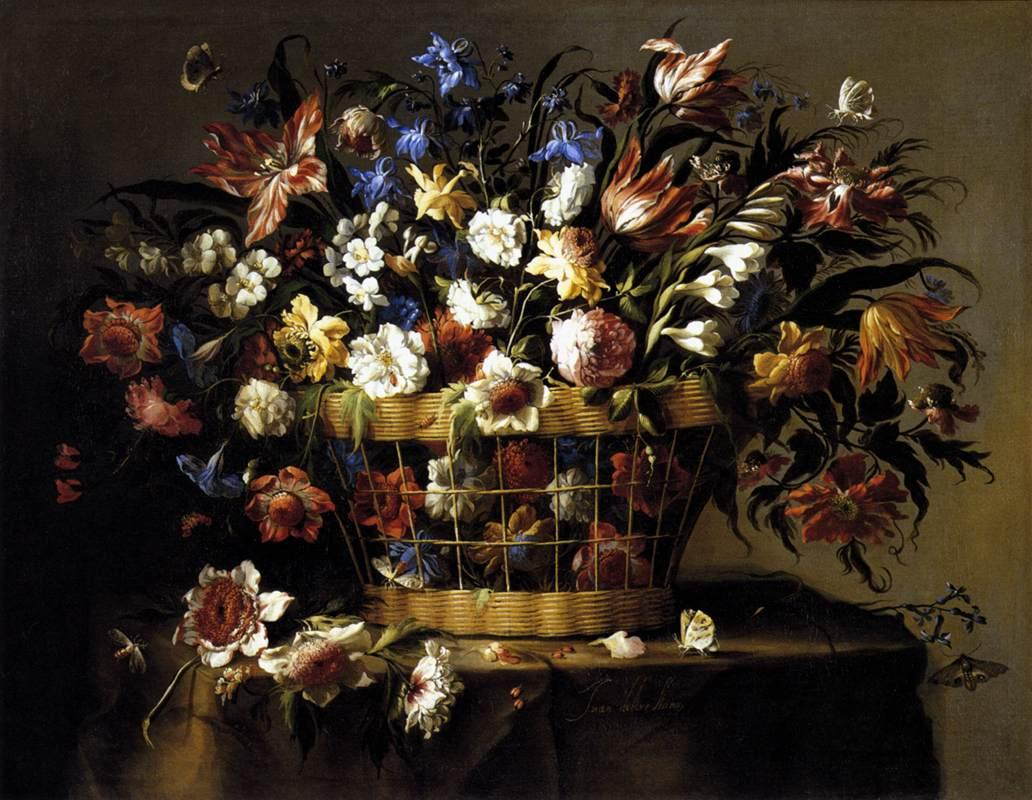
Cistella de flors, Juan de Arellano, Museo del Prado.

Una temàtica freqüent, dintre d'aquest gènere, és la natura morta floral, que representa gerros i garlandes, gènere que va comptar amb especialistes, com Mario Nuzzi o Margarita Caffi a Itàlia i, a Espanya, Pedro de Camprobín, Gabriel de la Corte, Juan de Arellano i el seu gendre Bartolomé Pérez de la Dehesa, entre d'altres. Al Comtat d'Holanda es va produir una obsessió per l'horticultura, particularment la tulipa. Considerar les flors, al mateix temps, com a objecte estètic i símbol religiós, va portar el sorgiment d'un gran mercat per a aquest tipus de natura morta. Tan popular era aquest tipus de pintura de natura morta, que gran part de la tècnica de la pintura de flors neerlandesa va ser codificada l'any 1740 al tractat Groot Schilderboeck per Gérard de Lairesse, que donava amplis consells sobre color, arranjament, pinzellades, preparació dels exemplars, harmonia, composició, perspectiva, etc.
El simbolisme de les flors havia evolucionat des de principis de l'època cristiana. Les flors més comunes i els seus significats simbòlics eren: «rosa» la Verge Maria, fugacitat, Venus, l'amor; «lliri» Verge Maria, virginitat, pit femení, puresa de ment o justícia; «tulipa» presumpció, noblesa; «gira-sol» lleialtat, amor diví, devoció; «violeta» modèstia, reserva, humilitat, i «rosella» poder, somni, mort. Pel que fa als insectes, la «papallona» representa la transformació i resurrecció, mentre que l'«espiadimonis» simbolitza la fugacitat i les «formigues», el treball dur i l'atenció a les collites.

### Vanitas

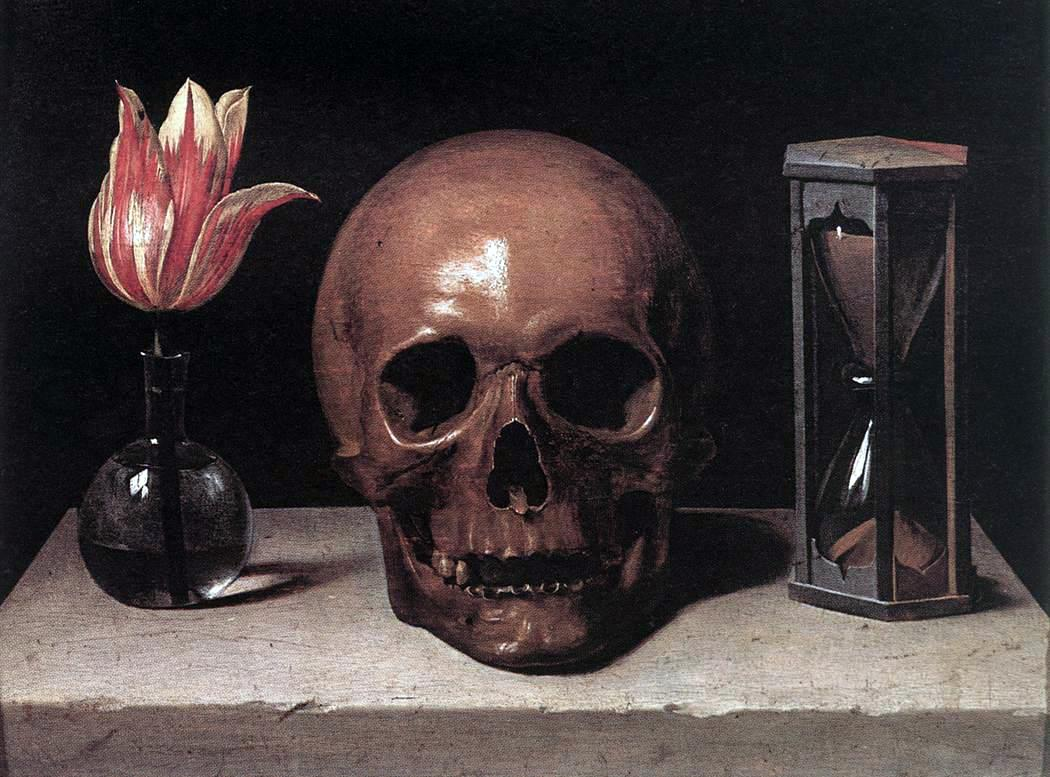
Vanitat de Philippe de Champaigne

Especialment populars durant el període barroc van ser les vanitas, pintures que il·lustren la «vanitat humana» i la «brevetat de l'existència», en les que sumptuosos arranjaments de fruita i flors, llibres, petites estàtues, gerres, monedes, joies, pintures, instruments musicals i científics, insígnies militars, cristall i plata, estaven acompanyats per records simbòlics de la fugacitat de la vida. Així, un crani, un rellotge d'arena o de butxaca, una espelma consumint-se o un llibre amb les pàgines girades, servirien com un missatge moralitzant de l'efímer dels plaers dels sentits. Sovint algunes de les fruites i flors es mostren començant a podrir-se o decaure per insistir en la mateixa consideració. El pintor francès Philippe de Champaigne, mostra la seva inspiració en el jansenisme en la seva obra Vanitat on apareix representat el més clàssic d'aquest gènere: un crani a la vora d'una capsa de rellotge oberta i una tulipa esfullant-se dins d'un gerro de cristall.
Al segle xvii, aquestes pintures moralitzants es van fer molt freqüents com a memento mori («recorda que has de morir»), complement indispensable per a la predicació i la devoció a Europa amb formes i intencions amb prou feines diferenciades entre el catolicisme i el protestantisme. La popularitat de les vanitas així com d'altres formes de natura morta, aviat es van difondre des d'Holanda a Flandes i Alemanya i també a Espanya i França.

### Altres tipologies

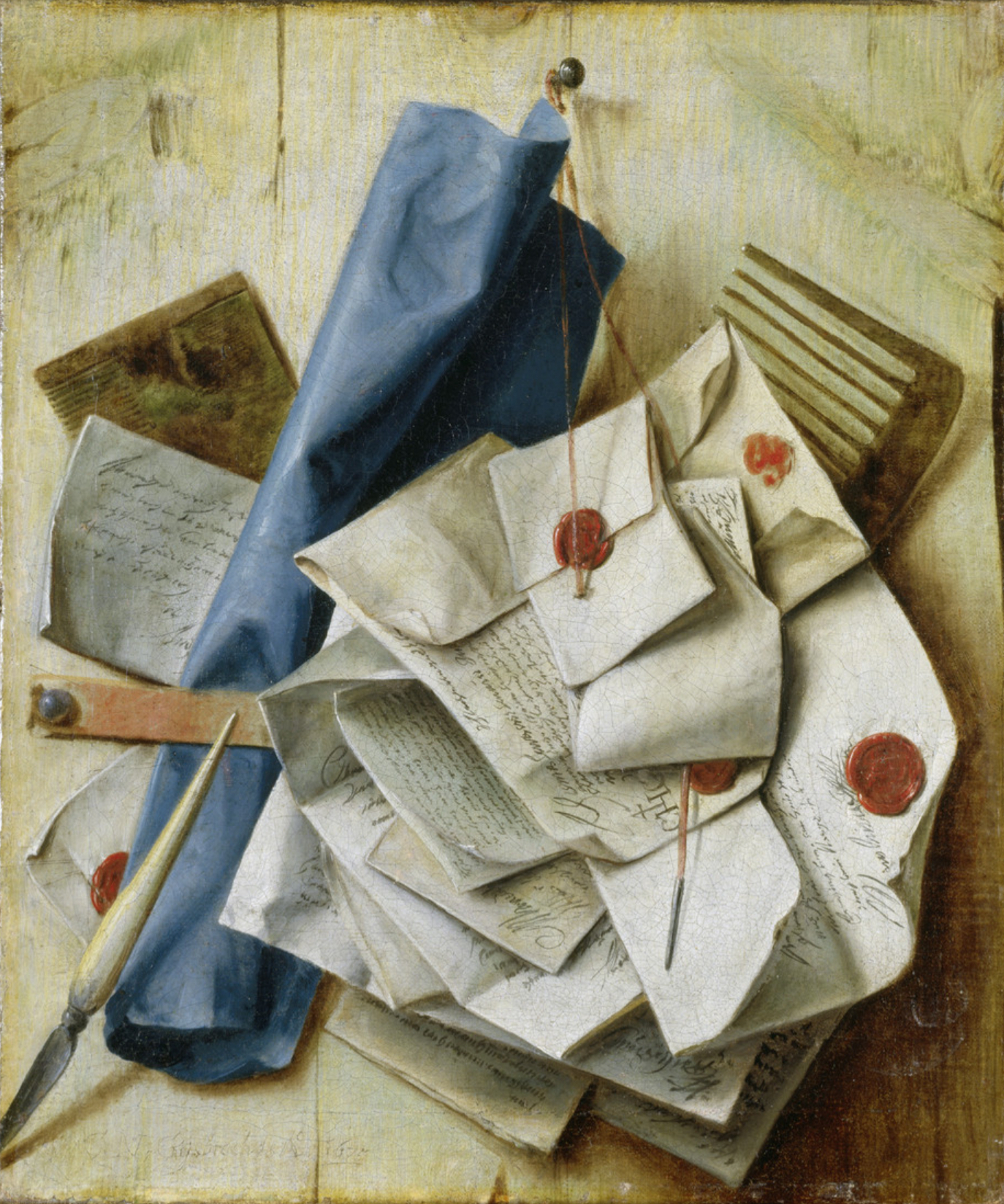
Quoidlibet de Cornelis Norbertus Gysbrechts

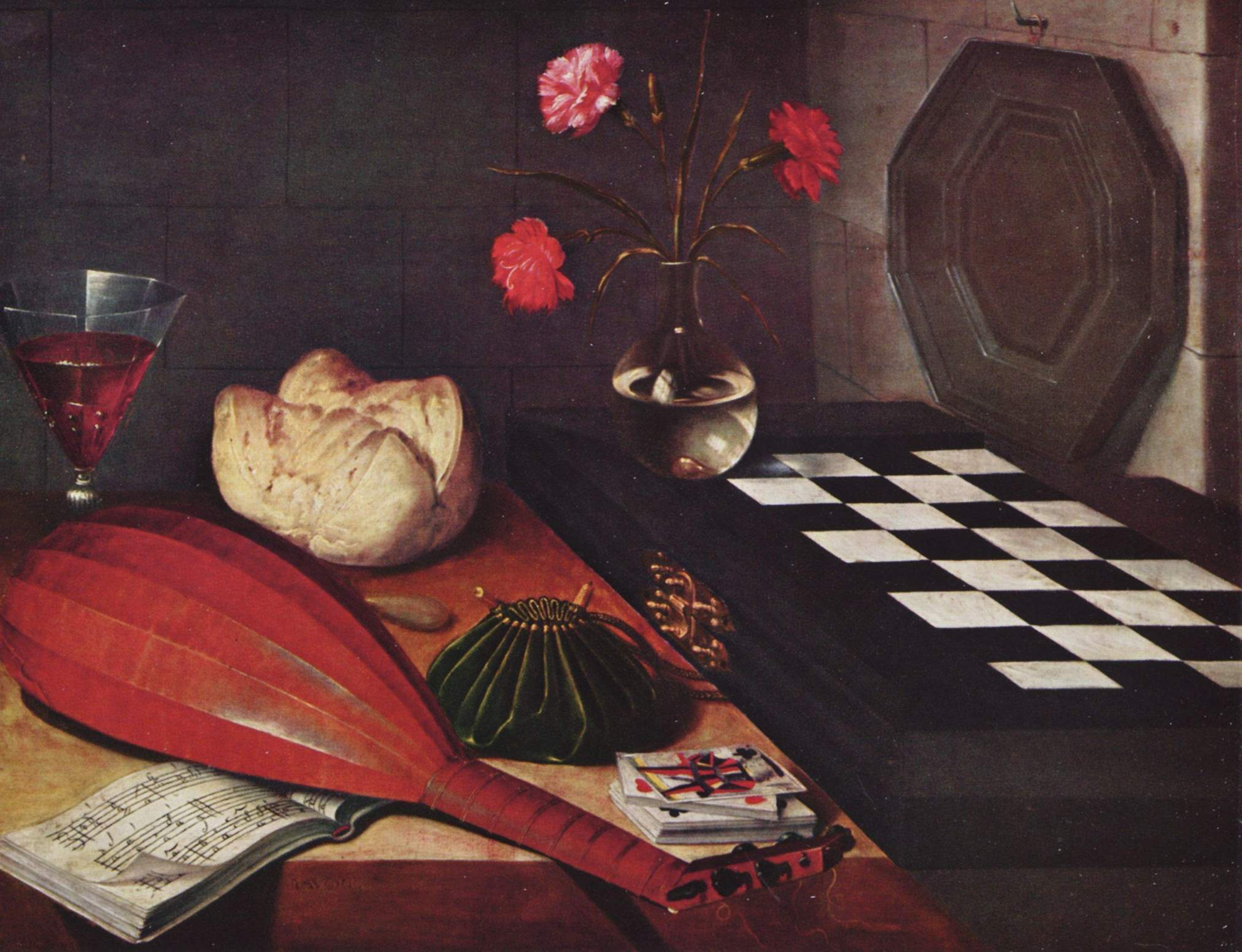
Els cinc sentits, Lubin Baugin, Museu del Louvre.

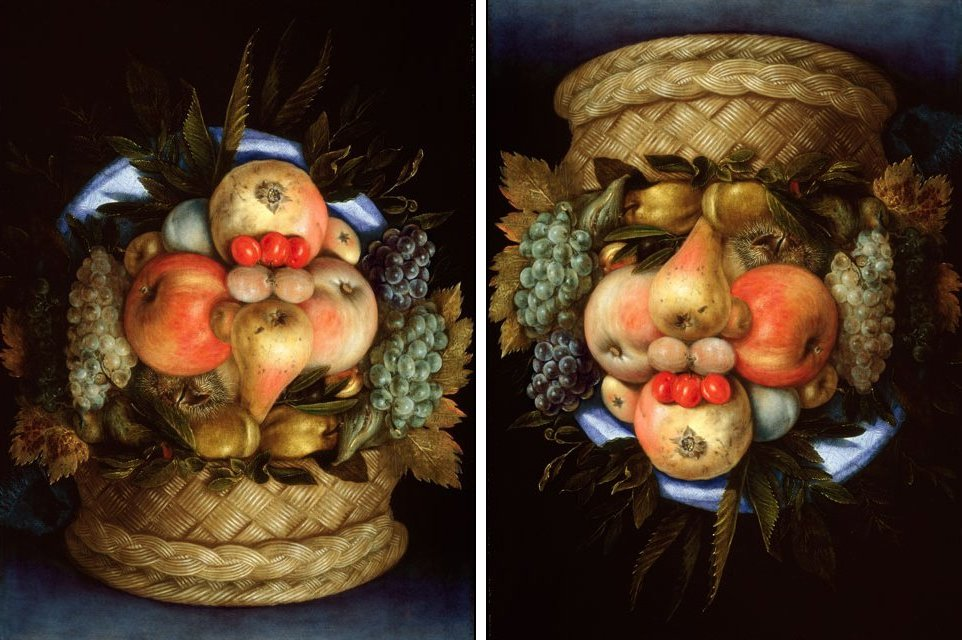
Cap reversible a cistella de fruites, d'Arcimboldo

Un altre tipus de natura morta, coneguda com a «pintures d'esmorzar», representen tant una imitació literal de les delicadeses que les classes superiors gaudien, com un recordatori religiós per evitar la golafreria. Els artistes neerlandesos també es van especialitzar i van reviure l'antic gènere grec de la natura morta de trompe l'oeil, particularment la imitació de la natura o mimesi, que ells van anomenar betriegerje («petit engany»). Prop de 1650 Samuel van Hoogstraten va pintar un dels primers quadres amb prestatgeries, natures mortes trompe l'oeil que representen objectes lligats, clavats o enganxats a una taula, una mena del gènere que es faria molt popular als Estats Units en el segle xix.
Una altra varietat de trompe l'oeil representava objectes relacionats amb alguna professió, com en la pintura de Cornelis Norbertus Gysbrechts Cavallet de pintor amb peça de fruita, que mostra totes les eines de l'ofici del pintor. També popular a la primera meitat del segle xvii va ser la pintura d'un ampli assortiment d'espècimens en forma al·legòrica, com els «cinc sentits», els «quatre continents» o les «quatre estacions», mostrant una deessa o figura al·legòrica envoltada pels corresponents objectes naturals o realitzats per l'home. Lubin Baugin va ser un artista que va realitzar natures mortes dirigides a mostrar la sensualitat amb aquest tipus d'al·legories, precisament una de les seves obres té per títol Els cinc sentits.
Evaristo Baschenis va ser un pintor italià del Barroc que va treballar principalment a la seva ciutat natal de Bèrgam. És molt conegut per les seves natures mortes, principalment d'instruments musicals. Arcimboldo també italià, va desenvolupar a finals del cinquecento uns «capritxos» al·legòrics, quadres en què les natures mortes, els conjunts de flors, fruites, mariscs o peixos, creaven figures simbòliques representant les estacions o retrats de personatges on els caps humans estaven realitzats amb pintures realistes de verdures, fruites, arrels i marisc.